# Любар
Лю́бар (до середини XVII ст. — Лю́бартів; пол. Lubar, Lubartów, івр. ליובר) — селище, центр Любарської селищної громади та Любарського району (до 2020 року) Житомирської області України.

## Символи Любара
Любарська селищна рада в серпні 2000 року затвердила символіку селища Любар — герб, прапор (хоругву) та гімн.
Гімн селища.
Селищна рада затвердила гімн Любара на слова В. Боціяна та музику В. Суворкіна:
МІЙ ЛЮБАР
Як нині привабно і любо

В затінку струмочок дзюрчить

І мило всміхається Любар

До річки красуні Случі

Приспів:

Мій Любар, моє ти улюблене місто,

Мій Любар, навік незабутній мій край

Мій Любар, сади твої щедрі барвисті

Мій Любар, несуть запашний урожай

Над річкою парк зеленіє

І верби купатись спішать.

У місті ставок наче мрія,

Як іскорки, хвилі блищать

Приспів

У день цей сьогодні, на диво,

Ще й барвами сквери цвітуть,

Став Любар назавжди вродливий,

Як яблуня в пишнім саду

Приспів

## Історія

### Давні часи
На Любарській землі люди жили з давніх часів. Про це свідчать залишки давніх поселень трипільської культури, доби бронзи, раннього заліза, черняхівської культури та давньоруських часів, знайдені в різних частинах містечка та його передмістях.

### Руський період
Територія навколо сучасного Любара до середини XII століття входила до порубіжних з Волинською землею удільних князівств Київської землі — імовірно, до згаданої у літопису волості з 5 міст, серед яких названі лише Божський, Межибоже та Котельниця. У другій половині цього століття згадки про Божську волость зникають з літопису. Натомість, 1150 року в ньому вперше згадується про Болохово, Болоховську (Болохівську) землю — місцевість, яка, принаймні, частково займала територію колишньої Божської волості.
Попередником Любара на думку багатьох дослідників було давнє місто Болохів (у літописах — «Болохов(о)», «Борохов»), залишки якого любарський краєзнавець С. А. Липко локалізував та дослідив на одному з любарських городищ (на території колишнього автопарку). Від назви цього міста дістала свою назву місцевість Болохівська (Болоховська) земля.
У середині XIII століття, принаймні, значна частина Болоховської землі була зруйнована дощенту та підкорена князем Данилом Галицьким. Після цього згадки про неї та місто зникають з літописів. Імовірно, як самостійне політично-територіальне утворення Болохівська земля остаточно перестала існувати після вторгнення до Галицько-Волинської держави полчищ темника Бурундая 1258 року. З середини XIII по, принаймні, першу чверть XIV століття (близько 100 років) територія сучасного Любара входила до особливого анклаву (буферної зони), який адміністративно та політично повністю підпорядковувався Золотій Орді.

#### Заснування Любартова

Пам'ятний знак на честь заснування Любара

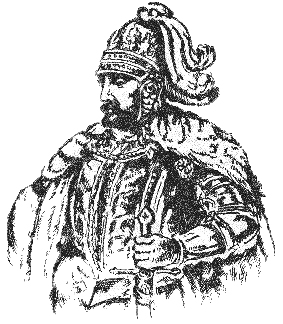
Князь Любарт-Дмитро Гедимінович

Згідно з місцевою традицією, а також, на думку багатьох дослідників, князь Любарт-Дмитро заснував Любар, хоча досі про це не знайдено жодних письмових згадок чи інших підтверджень. Більшість учених датують можливу появу Любартова часовим проміжком 1340—1382 років. Імовірно, неподалік від руїн колишнього руського міста Болохова він міг закласти невеликий дерев'яний замок на лівому високому березі Случі, у якому розмістив свій сторожовий загін. Поблизу замку з часом виникло поселення з посадом, назва якого пов'язується з іменем князя — Любартов (Любартів), і може походити від найменування замку — «Любартов (Любартів) замок». Цю назву населений пункт носив до середини XVII століття.
 
Після остаточної втрати сином Любарта, волинським князем Федором Любартовичем Луцького князівства 1387 року, поселення та навколишні землі опинилися під владою Великого князівства Литовського.

### Любартов у складі Великого князівства Литовського
Надалі Любартов з околицями у складі Волинської землі перебували під владою литовсько-руських князів — Вітовта (принаймні протягом 1388-1430 років), а по ньому Свидригайла (1440-1452). На сайті Верховної Ради України вказано без зазначення джерела, що перша письмова згадка про поселення датується 1440 роком.
1491 року в Любартові була побудована дерев'яна синагога.
Певний час поселення, імовірно, перебувало під владою князів Чарторийських. За різними даними, наприкінці XV століття — на початку XVI століття Любартов з волостю потрапляє до володінь князя Костянтина Івановича Острозького.

### Любар у складі Речі Посполитої
Після Люблінської унії 1569 року Любартів став частиною Королівства Польського Речі Посполитої. Старе місто на лівому березі Случі належало до Кременецького повіту Волинського воєводства. Засноване згодом на правому березі річки Нове місто (Новий Любар(тов)) було частиною Житомирського повіту Київського воєводства..

#### Розквіт Любартова за князів Острозьких

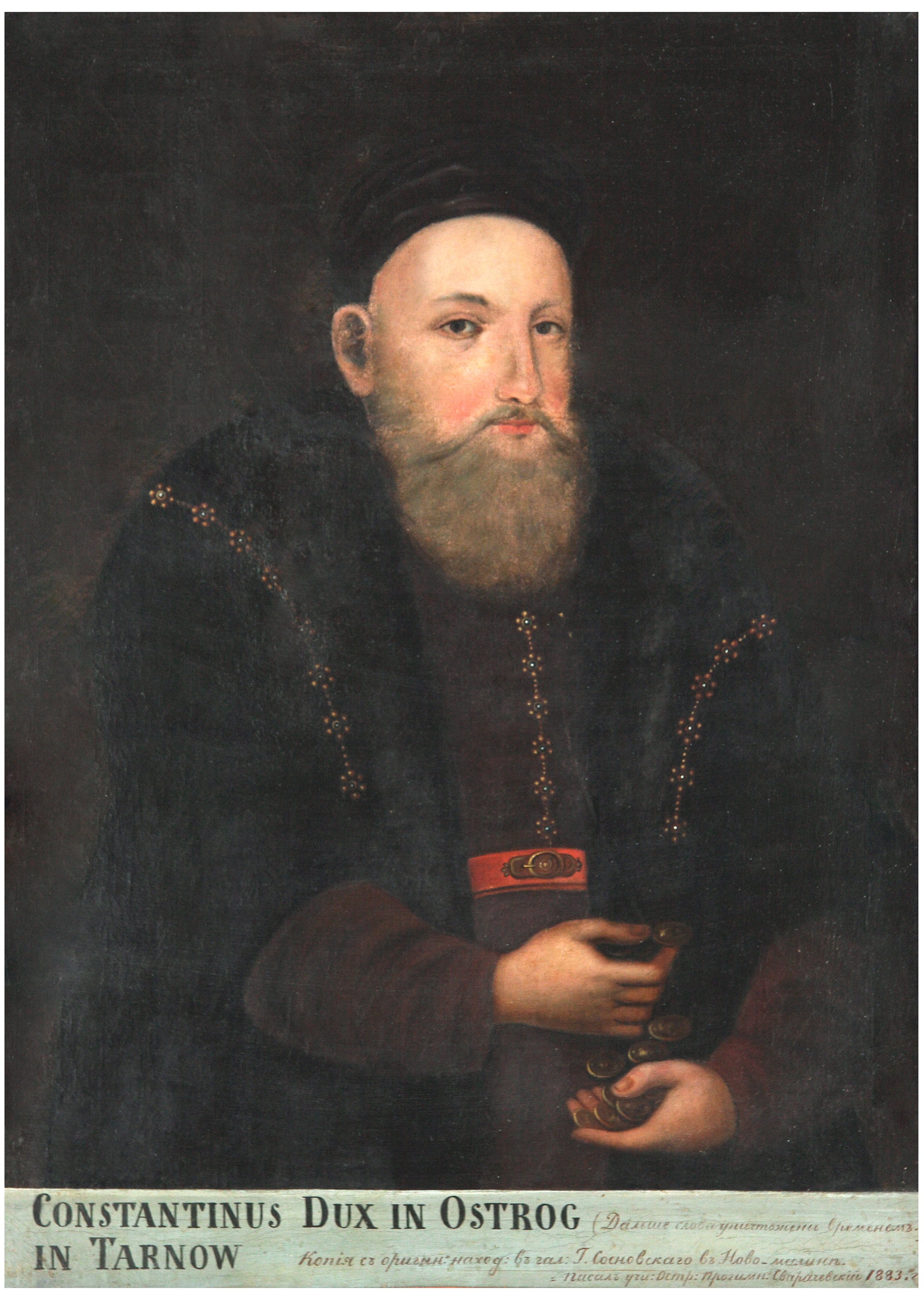
Костянтин Василь Острозький

Князь Костянтин Василь Острозький отримує Любартів 1574 року. Між 1574 та 1584 роками цей князь відновив Любартівський замок і поселення біля нього на лівому березі Случі — Старий Любартов та заснував нове поселення на правому березі річки — Новий Любартов.
 
Любартов завдяки князю К. В. Острозькому, імовірно, наприкінці XVI століття отримав магдебурзьке право. У ньому були створені органи міського самоврядування, такі як міська рада та міська лава. У місті був міський писар, імовірно, діяли також інші чиновники та службовці, такі як шафар, інспектор, нічний сторож, кат, війтівська служба, міська варта. Вперше у документах Любартов названо містом у поборовому реєстрі 1579 року.
Невдовзі місто стало значним ремісничим і торговельним осередком із сільськогосподарськими передмістями. Володар міста проводив активну колонізацію на своїх землях — навколо Любартова постали нові села.
Південніше містечка пролягав Чорний шлях, яким татари зазвичай здійснювали свої набіги на українські землі. Тому жителі Любартова та околиць зазнавали великого лиха від їхніх набігів. За Острозьких такі напади зафіксовані у 1593, 1595, 1616, 1617 та 1618 роках.
Наприкінці XVI — на початку XVII століття в Любартові діяла соцініанська школа, де молодь різних віросповідань вивчала грецьку, латину, польську та церковнослов'янську мови, діалектику, риторику, основи християнської етики.
Наприкінці XVI століття князь К. В. Острозький подарував Любартов і 9 навколишніх сіл (Любартівський або Любарський ключ) своєму наймолодшому синові Олександрові. 1598 року вперше в документах згадується Новий Любартов, який тоді здавався в оренду.
1603 року брати Олександр і Януш Острозькі поділили спадщину свого батька. Любарський ключ залишився у власності першого з них. Проте, після його несподіваної смерті у грудні того ж року, Любартівські маєтки до повноліття його доньок перейшли «в опіку» до їхньої матері, дружини князя Анни Острозької.

 
Вперше назва «Любар» зустрічається в документах 1604 року, хоча стара назва «Любартов» також ще деякий час використовувалася в документах поряд із новою. Цього ж року, очевидно, за підтримки князя Костянтина Василя Острозького, був заснований чоловічий Георгіївський православний монастир. Першим ігуменом монастиря став Кирило Костянтинівський. Завершення будівельних робіт датують 1616 роком.
1618 року старша дочка Олександра Острозького Софія Острозька стала дружиною князя Станіслава Любомирського. Любар був, принаймні, частково переданий їм у власність як віно.
Після смерті восени 1620 року останнього представника князівського роду по чоловічій лінії — Януша Острозького та шлюбів дочок, Анна Острозька вдалася до поділу маєтків (відбувся 1621 року). В результаті нього Любар був остаточно переданий у власність подружжю Софії та Станіславу Любомирським. Перед цим поділом у серпні 1620 року був складений «Інвентар маєтків князів Острозьких». Цей документ є важливим джерелом відомостей про Любар першої половини XVII століття.

#### Любар у власності князів Любомирських
Після смерті С. Острозької 1623 року місто з волостю перейшло на більше ніж 150 наступних років до володінь роду князів Любомирських.
1630 року на кошти С. Любомирського у Любарі був зведений дерев'яний костел. При ньому 1634 року (за іншими даними — у 1628-1629 роках) засновується Домініканський кляштор. При монастирі діяла домініканська школа, функціонував шпиталь.

##### Роки Хмельниччини
Мешканці Любара активно брали участь у подіях Хмельниччини. У червні-липні 1648 року місто було захоплене повстанцями, були спалені дерев'яні костел, монастир і синагогу.

 
Взимку 1649 років на теренах Любарщини виникла нова військово-адміністративна одиниця — Любартівський полк на чолі з полковником Іваном Донцем.
На початку червня цього ж року відбувся наступ 15-17-тисячного коронного війська, яке завдало поразки козацьким полкам і «вогнем і мечем» зруйнувало Любартів та інші міста.
Після смерті С. Любомирського в червні 1649 року, Любар успадкував його наймолодший син Костянтин Яцек Любомирський, який, принаймні, формально володів містом до своєї смерті 1663 року.
Після підписання Зборівського миру в серпні 1649 року, Любар опинився на лінії розмежування між коронними та козацькими землями. Лівобережна частина (Старе місто) залишилася під владою Речі Посполитої, а на правому березі (Нове місто) розмістилося 10-тисячне козацьке військо на чолі з полковниками Донцем і Таборенком. З кінця 1649 року шляхта вже повернулася до Любара, з часом Любартівський полк втратив свою територію та перестав існувати.
Любар декілька разів відвідував Богдан Хмельницький. 2 липня 1651 року неподалік від міста він був звільнений з татарського полону, до якого потрапив під час битви під Берестечком. У супроводі кількох мурз і 100 козацьких вершників гетьман прибув до міста, звідки розіслав нові універсали із закликами збиратися до його війська. 10 липня гетьман вирушив до Паволочі.
Великий гетьман коронний Миколай Потоцький після Берестецької битви призначив під Любаром генеральний збір коронного війська, яке на початку серпня підійшло до міста. Кілька сотень козаків разом з міщанами вчинили героїчний опір, але всі загинули, саме містечко зазнало значних руйнувань. 4-5 (14-15) серпня коронне військо вирушило з Любара на схід.
У червні 1653 року під час нападу кримських татар містечко було вкотре розорене, з Любарського ключа до неволі забрано близько 300 чоловік.
На початку березня 1654 року коронні війська під проводом С. Потоцького зайняли Любар, Чуднів і Котельню.

##### Роки Руїни
14-27 вересня 1660 року відбулася битва під Любаром. Військо Речі Посполитої з кримськими татарами під керівництвом Станіслава Ревери Потоцького та Єжи Себастьяна Любомирського, за участі козацьких загонів Івана Виговського, зустрілося в бою з московсько-козацьким військом під проводом воєводи Василя Шереметьєва та наказного гетьмана Тимоша Цюцюри. 27 вересня 1660 війська Шереметьєва, змучені облогою, відступили до Чуднова.
Після смерті 1663 року К. Я. Любомирського, права на Любар отримав його старший брат Єжи Себастьян Любомирський, який володів містом до своєї смерті 1667 року.
Під час буремних подій Хмельниччини та Руїни Любар часто ставав ареною битв, місцем постою великих військових загонів і об'єктом нападів татар. Місто й околиці зазнали значних руйнувань і спустошення.
Любарський Свято-Георгіївський монастир був, очевидно, відновлений 1666 року; протягом 1660-х років був відновлений також домініканський монастир.
Після Андрусівського договору (перемир'я) 1667 р. обидві частини міста формально повернулися під контроль Речі Посполитої. Проте й надалі, фактично, аж до початку XVIII століття, Любар з околицями постійно опинялися в зоні військових дій між Річчю Посполитою та козаками з їхніми перманентними союзниками татарами, переходили під управління то одних, то інших.
За наказом гетьмана П. Дорошенка, взимку 1669-1670 років Білгородська орда була влаштована на зимовий постій з правом «вибирати стацію» на всій території Правобережжя від Дніпра до Дністра. Від цих «стацій» постраждали Любар і всі навколишні населені пункти, багато людей було забрано в полон.
Протягом 1672—1673 років Любар з околицями поперемінно знаходилися під контролем військ М. Ханенка, наказного гетьмана від Петра Дорошенка, Кіндрата Тарасовича та паволоцького полковника Григорія Гамалії. Частина селян і міщан, залишаючи домівки, почала переселятися на терени козацької України.
Влітку 1675 року на шляху до Львова повз Любар проходило турецько-татарське військо, розорюючи на своєму шляху волинські населені пункти.
Принаймні, з осені 1692 по 1702 роки козацькі сотні Семена Палія перебували в Любарі та інших містечках південно-східної Волині.

#### Любар у XVIII столітті

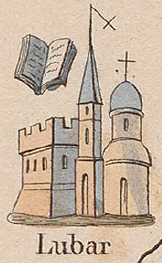
Любар на мапі Зигмунда Герстмана

Щонайменше з 1702 року Любар належав підкоморію коронному Єжи Домініку Любомирському. Звідтоді Любарський Свято-Георгіївський монастир став греко-католицьким.
1703 року під Любаром відбувався збір посполитого рушення Волинського воєводства для придушення повстання Палія.

Пам'ятний знак в Любарі на місці імовірного об'єднання І. Мазепою українських земель

Після арешту С. Палія, з літа по жовтень 1704 року гетьман Мазепа стояв обозом біля Любара, де проголосив, що саме тут по Случі відтепер проходитиме кордон з Річчю Посполитою.
 
Лише з початком 1710-х років у Любарському ключі припинилося воєнне лихоліття, життя поступово стабілізувалося. До міста повернулися його вцілілі мешканці, які раніше були змушені рятуватися втечею. Повернулися й володарі міста, князі Любомирські, поступово відновилися довоєнні порядки.
16 грудня 1723 року князем Єжи Домініком Любомирським, була видана ерекція Успенській церкві Нового Любара «На новоосадження Юрівки під Любарем…», назва якої походить від імені князя — Юрій (Єжи).
Після смерті 1727 року князя Є. Д. Любомирського, Любар та інші його маєтності, принаймні, до 1730 року перебували під опікунством князя Теодора Юзефа Любомирського.
1739 року Любарський Свято-Георгіївський монастир став василіянським.

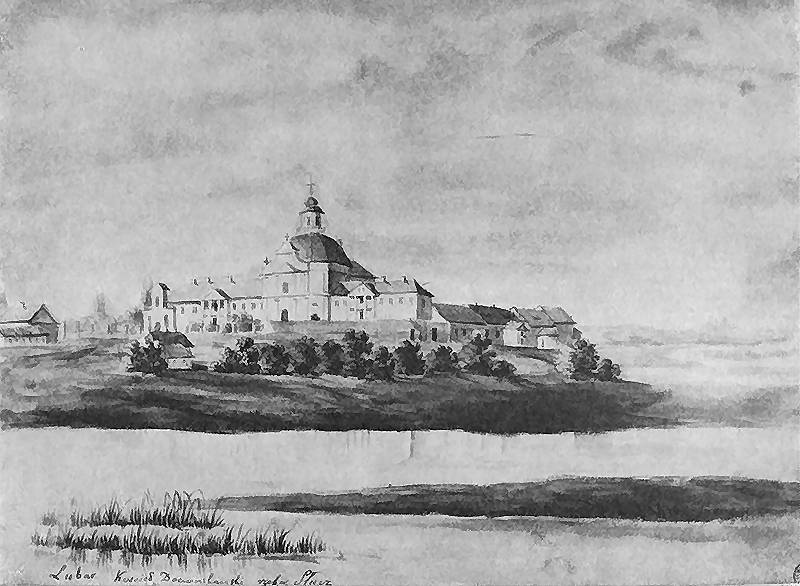
Наполеон Орда. Любар. Костел парафіяльний домініканський і кляштор. 1862—1876 рр.

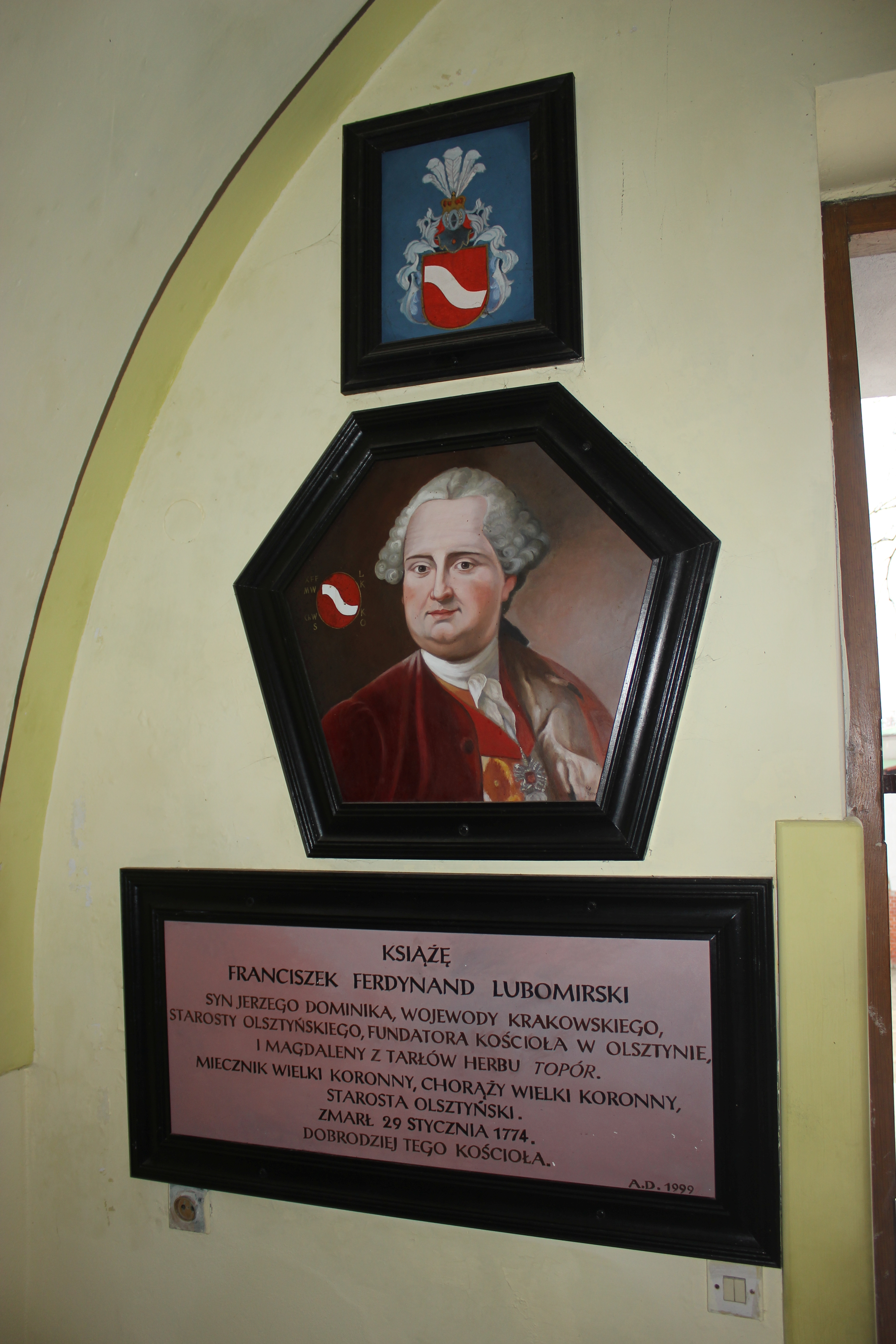
Францішек Фердинанд Любомирський. Портрет у Ольштинському костелі

1741 року сини Є. Д. Любомирського Антоній Бенедикт та Францішек Фердинанд здійснили розподіл маєтностей свого батька — останній врешті-решт став власником Любара.
 
1752 року на кошти князя Ф. Ф. Любомирського в Любарі розпочинається будівництво нового мурованого костелу. 4 серпня 1765 р. храм був освячений на честь Святого Архангела Михаїла та Святого Яна Непомуцького.
1753 року право на землю Свято-Георгіївського монастиря офіційно передано ордену Василіян і підтверджено грамотою князя Ф. Ф. Любомирського. Василіяни розбудували монастир: 1756 року звели дерев'яну церкву, 1775 року — кам'яну, а наступного — теплу в соборному Свято-Георгієвському храмі. У середині XVIII століття, за фінансового сприяння князя Ф. Ф. Любомирського, при цьому монастирі створена єзуїтська школа.
Протягом 1750-1760-х років Любарський ключ був охоплений гайдамацьким рухом. Князі Любомирські через його поширення, принаймні, протягом 1764-1784 років утримували в Любарі значний військовий гарнізон надвірної міліції. Протягом 1764-1766 років проводилися фортифікаційні роботи у Любарському замку, відливка гармат і пошиття обмундирування.

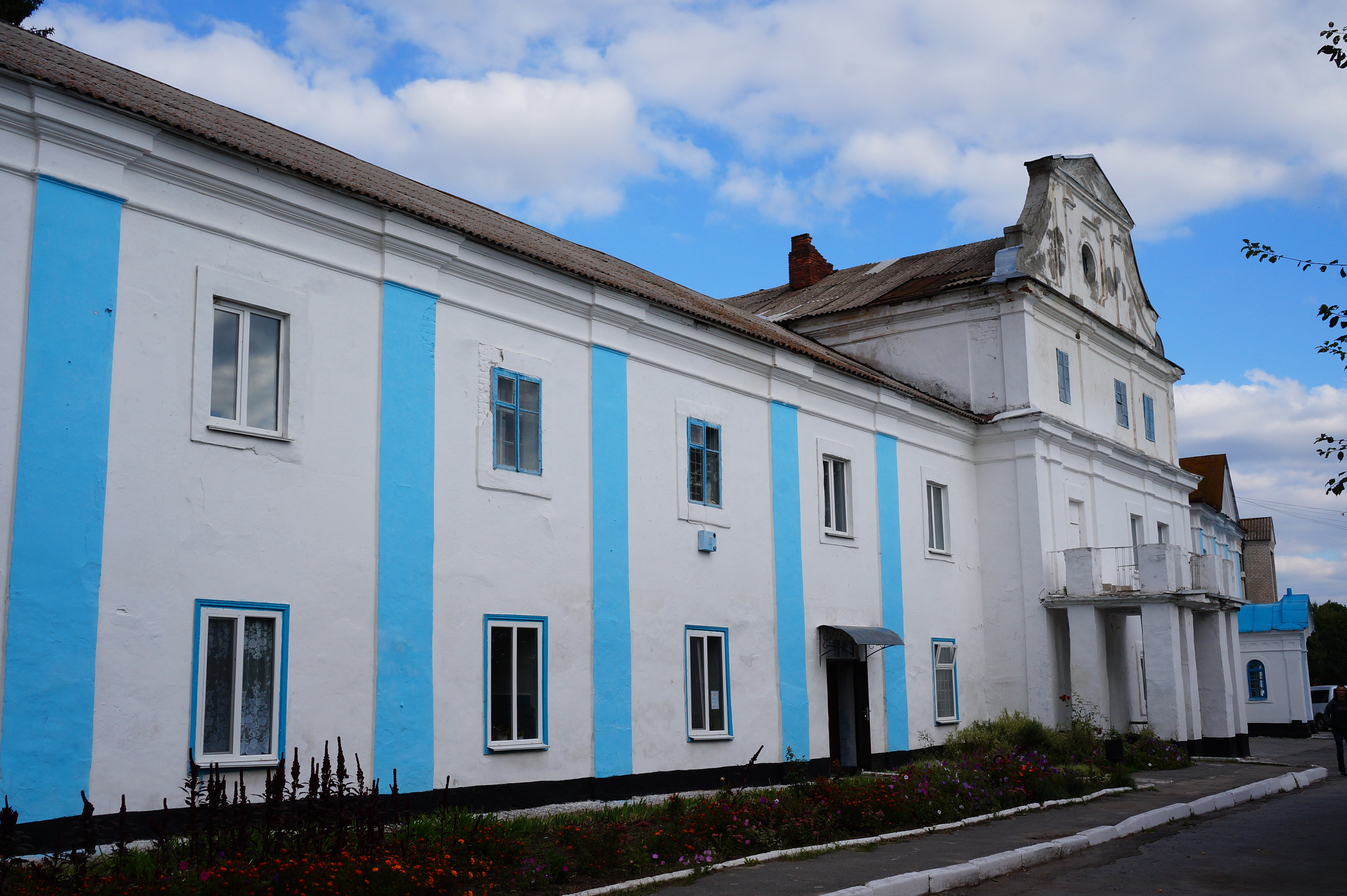
Будинок школи Василіянського монастиря

Після розпуску 1773 року орден єзуїтів Любарська школа стає василіянською. 1775 року для неї було збудовано муроване приміщення, що збереглося дотепер Школа мала статус колегіуму, була шестикласною та нараховувала 1784 року до 500 учнів.
 
По смерті 1774 року бездітного князя Ф. Ф. Любомирського, Любарський ключ від нього успадкував його небіж, Єжи Марцін Любомирський.
З 1775 року на базі Любарського гарнізону надвірної міліції новим власником міста був утворений піхотний гренадерський полк, який 1776 року налічував 400 військових.
Єжи Марцін Любомирський після 1776 року побудував у Любарі біля замку окремий палац. У Новому Любарі в другій половині XVIII століття функціонували ковальський та шевський ремісничі цехи.
Від збанкрутілого Є. М. Любомирського маєтки Любарського ключа поступово перейшли до його кредиторів. На початку 1780-х років Любар перейшов у власність до братів Калікста й Адама Понінських. У місті розташовувався їхній родинний головний архів.
1782 року до Любарського костелу було прибудовано цегельний домініканський кляштор.
1785 року любарський батальйон гренадерського полку передислокувався до Кам'янця-Подільського.

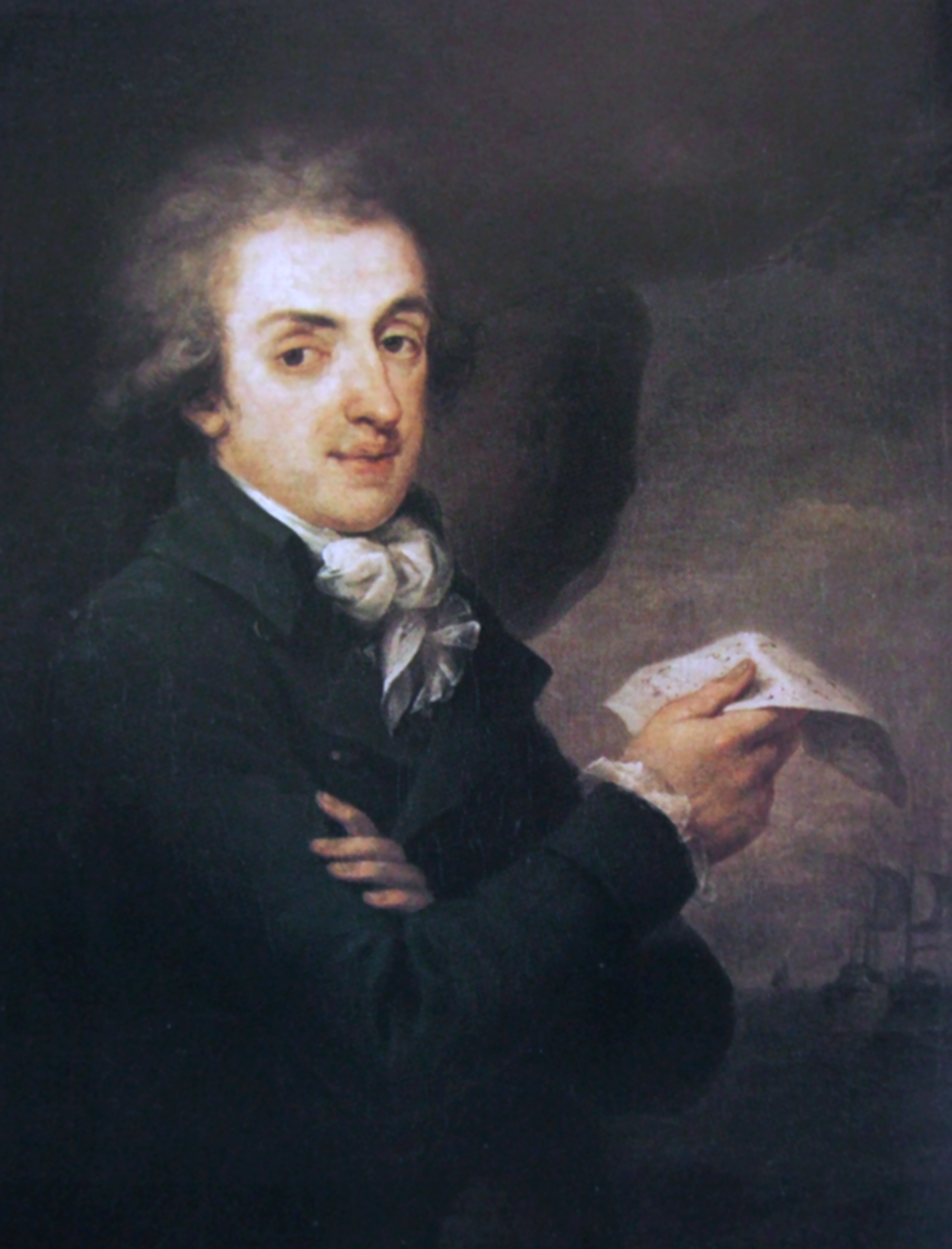
Антоній Протазій Потоцький (1761—1801)

На початку 1790-х років власником Любарського ключа став визначний банкір, промисловець і філантроп, воєвода київський Антоній Протазій Потоцький. Новий власник за недовгий період володіння містом значно посприяв його розвитку. За його сприяння в Любарі за 200 тисяч злотих були збудовані сучасні на той час шлюзи на любарській греблі, були заведені виноградники, різноманітні виробничі майстерні, виробництва карет та екіпажів, була заснована перша фабрика органів. За фінансового сприяння П. Потоцького, при домініканському кляшторі відновилася домініканська орденська школа з конвіктом, діяла також друкарня й знаходилась велика бібліотека, обладнана на кошти Потоцького; діяв шпиталь та жіночий пансіон.
 
Під час Російсько-польської війни 1792 р. частини коронної армії почала відступ до Любара. 12 червня коронне військо стало коло міста табором, очікуючи на підкріплення. Російське командування вирішило атакувати поляків. 15 червня росіяни під командуванням генерала Михайла Каховського одержали перемогу під Борушківцями та захопили весь обоз коронної армії. 

### Любар під владою Російської імперії
Після 2-го поділу Речі Посполитої та входження до складу Російської імперії, 13 квітня 1793 року Любар увійшов до складу Чуднівського повіту Заславського (Ізяславського) намісництва. 1796 року останнє було перейменовано на Волинське намісництво. 29 серпня 1797 р. після остаточного встановлення меж Волинської губернії Любар стає волосним центром Новоград-Волинського повіту.
Через фінансову кризу та розподіл Речі Посполитої, А. П. Потоцький збанкрутував і його любарські маєтності були розподілені між кредиторами. На початку XIX століття родина Кшиштофа Дуніна-Карвіцького об'єднала під своєю владою весь Любарський ключ.
Щонайменше, з 1795 по 1822 роки в Любарі функціонувала вільна аптека Самуеля Вітке. У місті розвивається торгівля, щороку проводяться 8 ярмарків. Принаймні, впродовж 1788-1822 років у містечку при Троїцькій церкві діяло церковне братство, яке мало власний будинок та братську «школку».

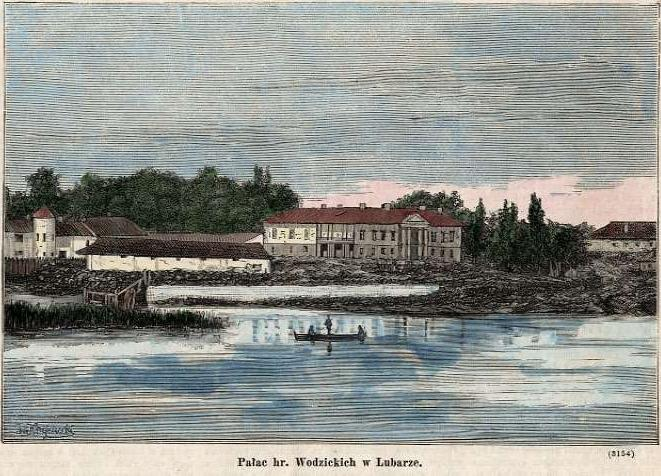
Ян Краєвський Палац Водзіцьких, Любар 1870-ті роки

На межі XVIII та XIX століть у Любарі досить успішну лікарську практику мав доктор Меніх (Мініх). Лікар розпочав будівництво великого двоповерхового мурованого будинку неподалік центральної площі Старого Любара (у районі колишнього автопарку). Власник міста, генерал К. Дунін-Карвіцький придбав у Меніха його будинок, значно розширив його на початку XIX століття та перебудував на палац в італійському стилі. «Палац з легкою колонадою, оточений водою та парком, вважався одним з найкрасивіших особняків на Волині». Фактично без суттєвих зовнішніх змін він проіснував до 1870-х років.
 

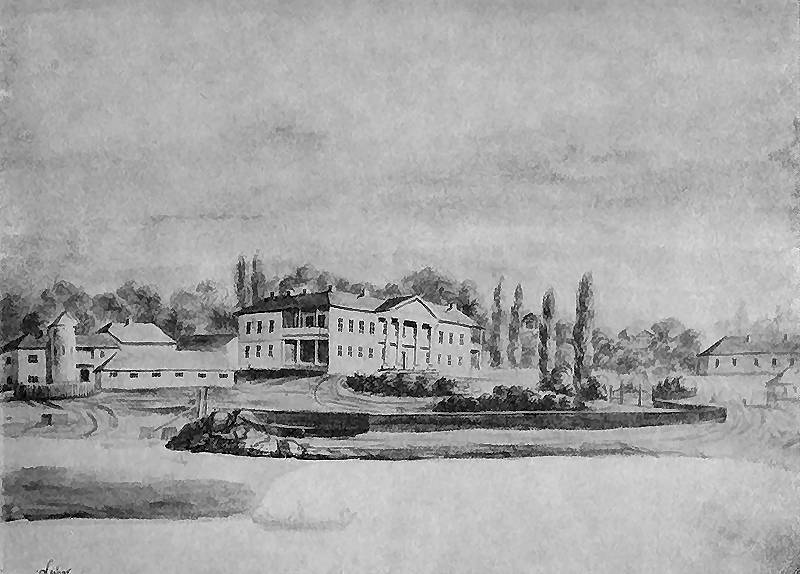
Наполеон Орда Любар, Палац Водзіцьких (1862—1876)

На початку XIX століття Любар став потужним освітнім центром Волині. З 1800 р. василіянська школа була перетворена на повітове училище на правах гімназії. З цього ж року при домініканському монастирі діяв домініканський студіум вищого рівня, а в 1813-1814 роках до Любара був тимчасово переміщений з Луцька Генеральний домініканський студіум (університетський). Надалі тут діяла домініканська школа для підготовки місійних проповідників і підготовки вчителів для публічних шкіл. З любарським училищем пов'язана діяльність відомих на той час діячів: монахів-василіян С. Білинкевича й І. Сківського, історика та літературознавця І. Клімашевського, адвоката Я. Прусіновського, педагога та граматика Ф. Сероцінського. У Любарській домініканській школі навчався правознавець й історик Ш. Конопацький.
Після смерті К. Дуніна-Карвіцького, 1813 року любарські маєтності перейшли до його вдови Франциски з Малаховських.

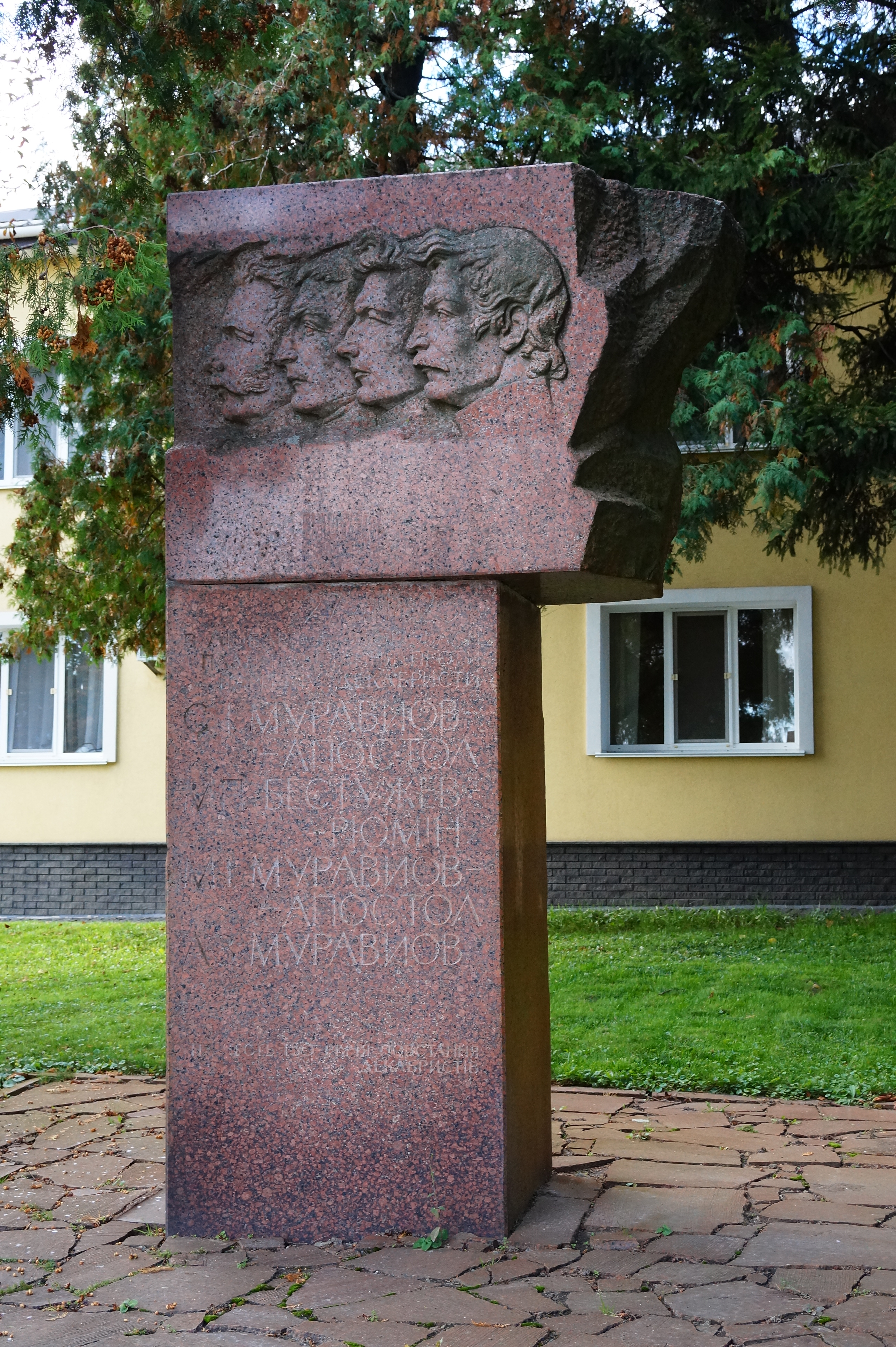
Пам'ятник декабристам у Любарі

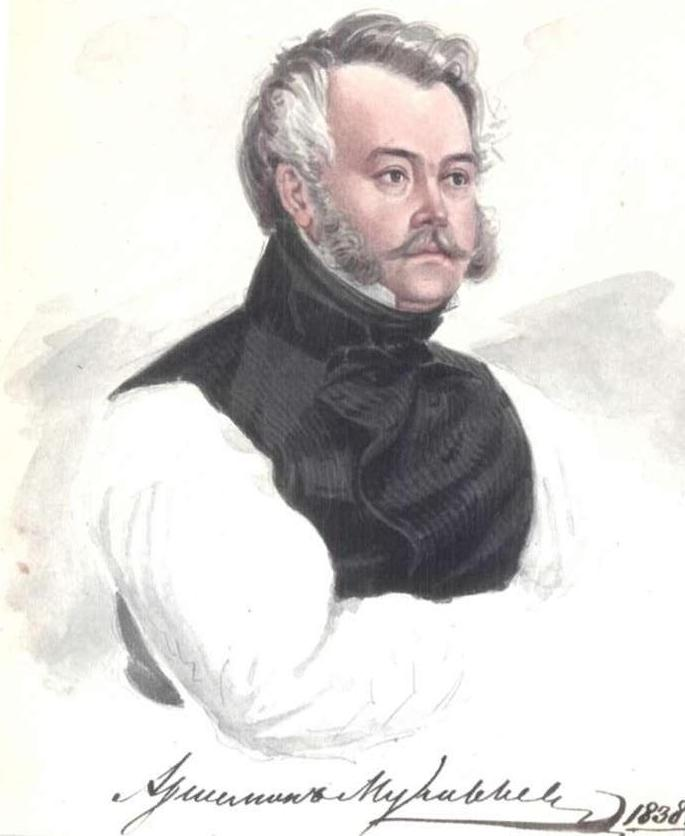
Муравйов Артамон Захарович

У 1820-х роках у містечку розміщувався штаб-квартира Охтирського гусарського полку. Протягом 1824-1825 років його очолював учасник декабристського руху А. З. Муравйов. У грудні 1825 року останнього в Любарі відвідували С. І. Муравйов-Апостол, його брат Матвій і Михайло Бестужев-Рюмін, член Товариства об'єднаних слов'ян Я. М. Андрієвич. Членом Товариства об'єднаних слов'ян був колишній вихованець Любарського повітового училища Т. А. Же(м)бровський.
 
1828 року як посаг за дочкою К. Дуніна-Карвіцького Анною, Любарський ключ став власністю її чоловіка Тадеуша Валевського.
1831 року під час польського повстання, його організатор в Житомирському повіті Кароль Ружицький у постійних сутичках з царськими військами пройшов рейдом через Любар та інші навколишні населені пункти. Після придушення повстання в Любарі були ліквідовані повітове училище та школа в домініканському кляшторі. Тоді ж, очевидно, костел і монастирі були позбавлені маєтностей, які перейшли до казни. Селяни колишнього василіянського монастиря були переведені на становище казених. Так виникла на лівому березі Случі Казена Громада селян, пізніше — однойменна частина Любара й окреме село.
Протягом 1830-х — першої половини 1840-х років Любар був одним із осередків так званого «балагульського руху» — явища наслідування шляхетською молоддю поведінки простих селян, протесту проти тогочасного життя панства, яке виражалося у мові, зовнішньому вигляді, побуті, а також, у поведінці.
Упродовж 1835-1839 років, після смерті дружини, жив і працював у Любарі відомий лікар Кароль Качковський. Своїми лікувальними властивостями була відомою на Волині вода з джерела монахів-василіян, яка привертала до Любара багатьох відвідувачів. У другій половині 1830-х років знаний в окрузі лікар Романський (Романовський) заснував на базі цього джерела за модною на той час методикою доктора Вінцента Присніца з Грефенбергу водолікарню, яка користувалась великим попитом.
Після ліквідації греко-католицької церкви у Правобережній Україні, 1839 року знову став православним Любарський Свято-Георгіївський монастир.
У середині XIX століття Любар став значним центром Волинської губернії. 1845 року у ньому було найбільше підприємств у губернії, поряд із Житомиром, Дубном, Володимиром та Радзивиловом. До 1855 року при костелі зберігалася книжкова фабрика й діяла як друкарня.
Місто стало центром зосередження торгових шляхів, що сприяло залученню його до різноманітних економічних зв'язків. Тут проводилося 11 ярмарків на рік. Принаймні, протягом 1846-1861 років у Любарі вище за течією від греблі діяла паромна переправа через річку Случ, яка належала А. Валевській. 1860 року в Іванківцях був заснований паровий винокурний завод, який виробляв спирт з пшениці та картоплі.
Після реформи 1861-го місцеві селяни були вимушені викуповувати в поміщиків свої землі, що було багатьом не під силу. Тому вони шукали заробітків у місті — у Любарі все активніше розвивалась промисловість. Тут працювали суконна фабрика, екіпажний завод Якубовича (до 1862 року), свічковий, 3 шкіряні, пивоварний і цегельний заводи, фабрика виробництва головних уборів, органна майстерня Лужицького (до 1862 року (виробляла шарманки) та ґуральня в Іванківцях, млин на Случі, лазня.
Під час Польського повстання 1863—1864 років, 9 травня 1863 року житомирсько-любарський кінний загін Едмунда Ружицького зайняв Любар майже без бою. Ружицький відправився з Любара на Полонне, до нього приєдналося чимало жителів краю під проводом Станіслава Дуніна. Після придушення повстання, 1864 року зачиняються любарські домініканський монастир і конвікт, діючим залишився лише костел, який перейшов до дієцезіальних священників.
Після смерті чоловіка Тадеуша, Анна Валевська 1865 року розділила свої маєтки серед своїх родичів. Любарський ключ перейшов у власність до її племінниці — Целестини Дуніної-Карвіцької. 1866 року остання стала дружиною Альфреда Водзіцького.
На початку 1870-х років місто потерпало від пандемії холери. Після смерті 1872 року від холери майже всіх ченців, на початку 1873 року Любарський монастир був перетворений на жіночий.

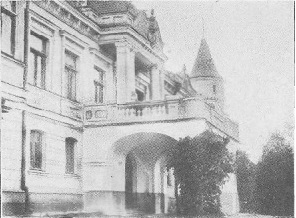
Центральний вхід до палацу Водзіцьких

Палац колишніх власників Карвіцьких-Валевських був перебудований для Водзіцьких орієнтовно у 1880-х роках архітектором Ольсеном у еклектичному стилі.
 

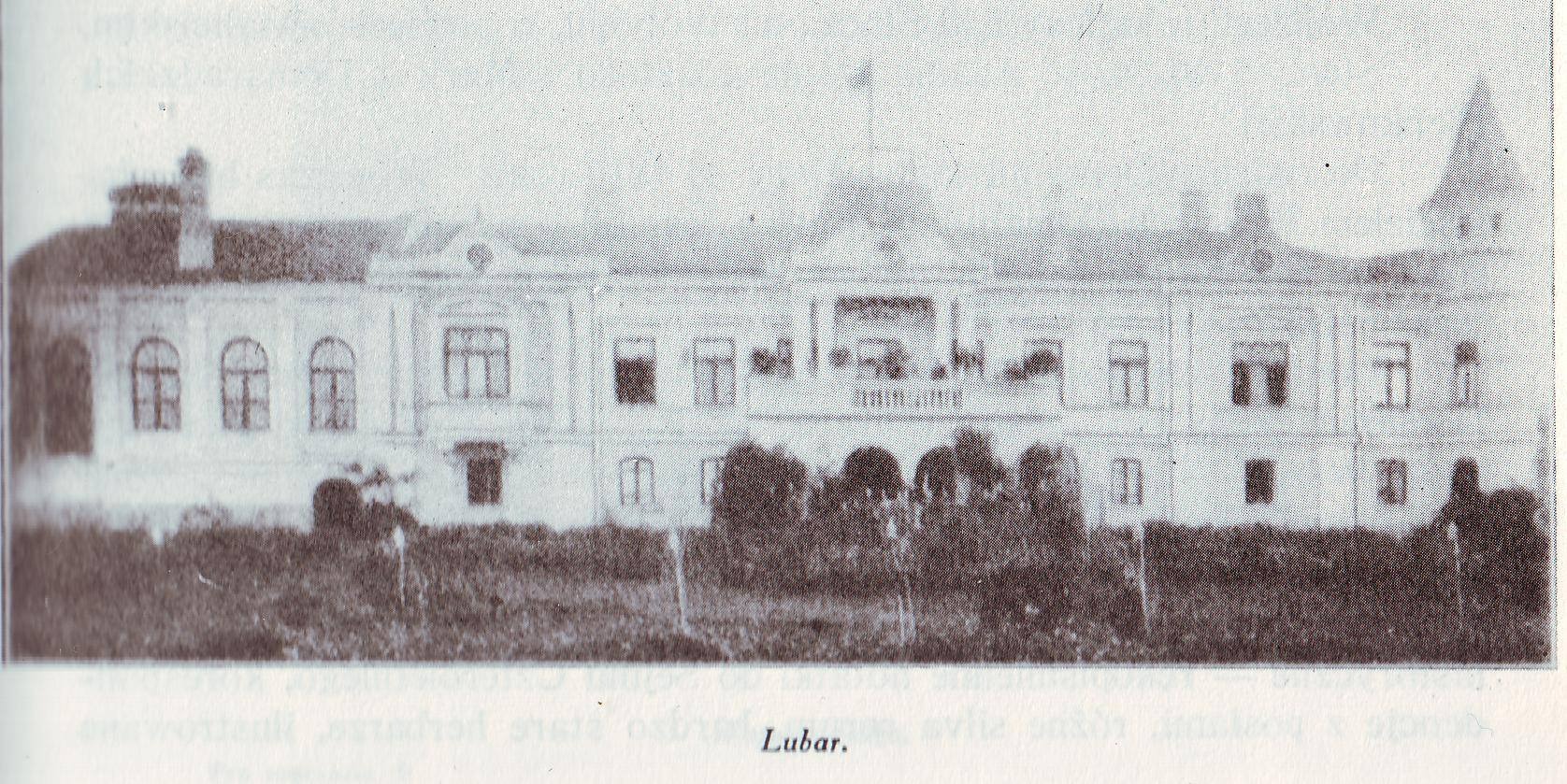
Будівля палацу Водзіцьких наприкінці XIX століття

Окрім палацу Водзіцьких була в Любарі й інша, більш скромніша резиденція, побудована близько 1853 року Цецилією Валевською. Цей неокласичний особняк також стояв над Случем (на правому березі, на місці старої лікарні) навпроти палацу Водзіцьких. Після смерті Ц. Валевської ця садиба часто змінювала своїх власників, 1901 року її останньою власницею стала Онорина з Олізарів Прушинська.
Любарська католицька парафія (2172 людини) належала до житомирського деканату. Наприкінці XIX — на початку XX століття 2 Ксьондзи-настоятелі Любарського костелу були римо-католицькими Житомирськими деканами: Адальберт Бжезінський (?-1885-1902) та Іґнацій Голинський (1911-1917-?).
1886 року вперше в Любарі згадується фотографія губернського секретаря Вікентія Меленевського. Протягом, принаймні, 1886-1915 років у Любарі функціонувала аптека провізора Йосипа Христофоровича Годлевського.
З 1888 по 1890 роки в містечку функціонувало міщанське управління, яке з 1890 року стало міщанською управою. Керував нею міщанський староста з помічниками, працювали податкові старости та їхні помічники. Любарська волость охоплювала містечко Любар, 6 сільських громад, всього у різні часи до 92 поселень (включно з хуторами та фільварками). Волосне правління очолювали Волосні старшини, працювали також волосні писарі. Любар відносився до 5 стану Новоград-Волинського повітового поліцейського управління. Тут проживав та діяв становий пристав. Щонайменше з 1889 по 1899 роки в містечку діяв один волосний кінний поліцейський урядник, починаючи з 1900 року — 2 урядники: один на містечко і один на волость.
З 1890 року в Любарі почав функціонувати медичний приймальний покій, який проіснував до 1902 року. Звідтоді на Новому Любарі почала діяти поштово-телеграфна контора. У конторі працювали начальник, його помічники, наглядачі. У місті проводилося 9 ярмарків на рік.
1892 року в Любарі діяло 8 православних храмів:
- У Старому Любарі: Свято-Троїцька (можливо, найдавніша, відбудована протягом 1781—1784 років[139]), приписані до її парафії монастирська Свято-Георгіївська (відбудована василіянами в середині XVIII століття); Воскресенська (збудована до 1751 року) церкви та каплиця на Троїцькому кладовищі (побудована 1861 року);
- У Стрижівці — приписана до парафії Воскресенської церкви Покровська церква (збудована 1709 року), яка обслуговувала й населення Іванківців;
- У Новому Любарі: Успенська (вперше згадана 1620 року, відбудована 1730 року), приписані до неї Преображенська (вперше згадана 1620 року) та Михайлівська (збудована на межі XVI— XVII століття століть) церкви, які до кінця XIX століття були ліквідовані через аварійний стан[140];
- у Юрівці — Хрестовоздвиженська церква (побудована 1791 року). До неї були приписані церква на парафіяльному кладовищі (Новий Любар, 1860), село Кутище та церква на його парафіяльному кладовищі (1862)[141][142]. Це єдина церква, яка функціонує й донині.

1897 року у містечку була вперше облаштована бруківкою центральна частина (очевидно — центральна ринкова площа). На той час Любар вважався одним із найбільш значних центрів шкіряного виробництва у Новоград-Волинському повіті. Досить значним було виробництво взуття, овчин і тулупів у Любарській волості. Остання також була головним центром гончарства (виробництва посуду) Новоград-Волинського повіту, Стрижівська громада та громада колишніх державних селян (Громада) — центрами виробництва решет з лика та кори.

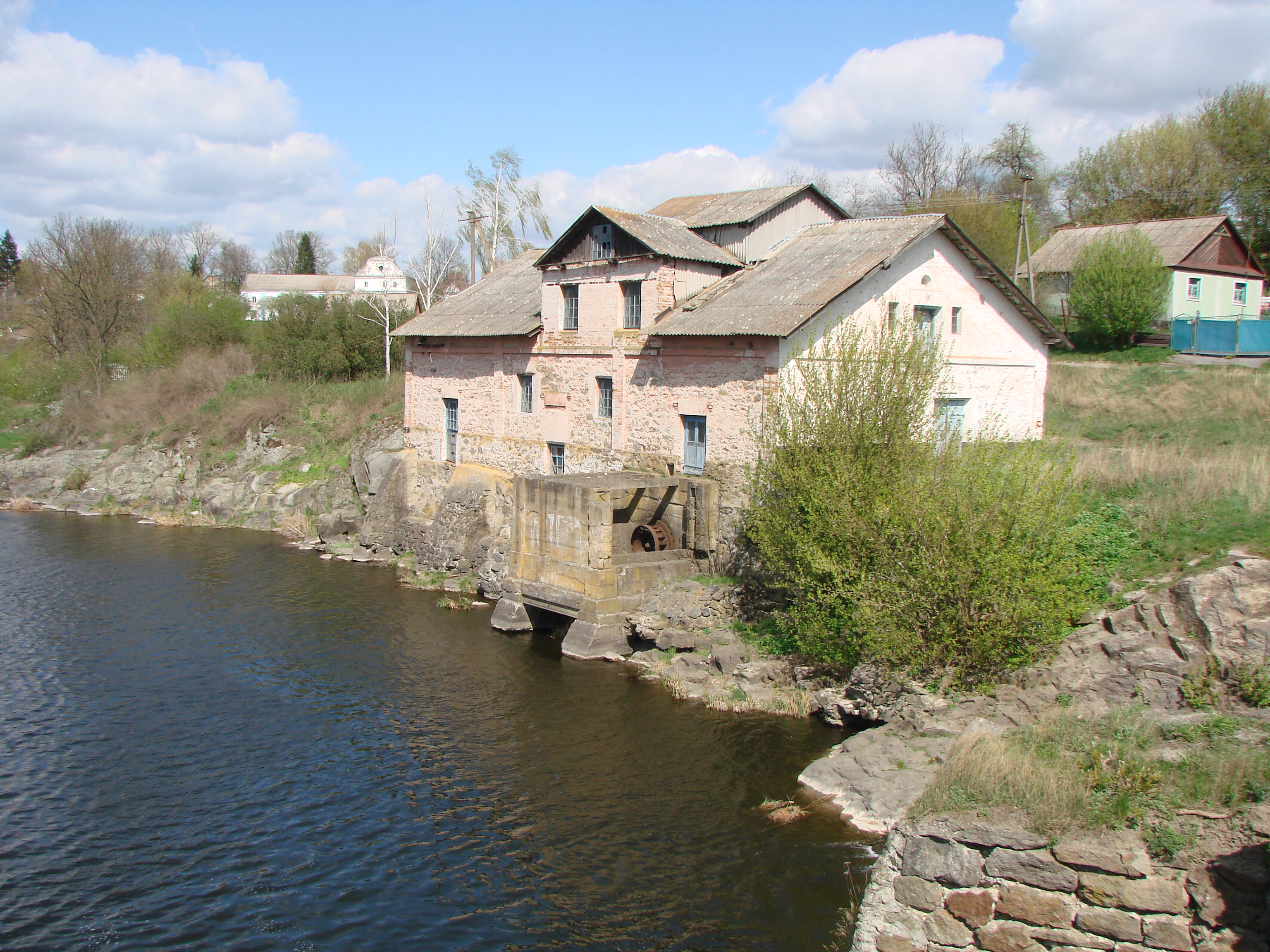
Будівля млина на правому березі Случі, 2018 рік

 Наприкінці XIX століття, за сприяння графині Водзіцької, були удосконалені шлюзи на греблі, споруджені водотоки які підводили воду до двох млинів, що розташовувалися по обидва боки греблі, на лівому та правому берегах річки. У місті почало діяти ще одне підприємство спиртової промисловості — «Любарський казений очисний склад № 2», при ньому працювали фельдшер та лікар.

### Любар уXX столітті
1900 року в містечку було створене споживче товариство (кооператив).
На початку XX століття у місті працювали паровий та водяний млини, олійня, 2 підприємства з виготовлення екіпажів, органів, свічок, сукна, фетрових капелюхів, пошиття взуття та одягу. У Любарі проживали багато мідників, ковалів, столярів, кравців, різьбярів, токарів. Функціонували 3 шкіряні заводи; діяли 2 підприємства спиртової промисловості; на хуторі Альфредів працював цегляний завод графині Ц. Водзіцької. З 1900 по 1905 роки в Любарі функціонувала волосна військово-кінна дільниця.
22 жовтня 1902 року (за ст. ст.) у приміщеннях, перебудованих із будівель колишнього маєтку дворянки Онорини з Олізарів Прушинської, розпочала роботу Любарська сільська лікарня (лічниця (рос. лечебница); була утворена Любарська лікарська дільниця, яка обслуговувала Любарську, Остропільську, Кустовецьку та Деревицьку волості. Лічниця діяла протягом 1902-1912 років, у ній працювали два лікарі (один із них — дільничний) й повитуха-акушерка, які обслуговували 180 населених пунктів з населенням 50 920 осіб. З 1902 року в містечку діяв приватний жіночий пансіон, який утримувало подружжя Кузини та Фердинанда Штрайд.
18 жовтня 1905 року під впливом революції, що відбулася в країні, жителі Любара вийшли на політичну демонстрацію під лозунгами «Геть самодержавство!», «Бойкотуйте першу Державну думу!». Після революційних подій у Любарі з 1906 року функціонувало монархічне «Любарське товариство людей, відданих престолу і вітчизні».
1908 року в містечку почали функціонувати 2 склади землеробських знарядь, почали діяти різноманітні товариства — Любарське кредитне товариство (1908-1917), Любарське товариство споживачів (1908-1910), Любарський відділ товариства «Союз осіб, які служать у сільському господарстві та сільськогосподарській промисловості Південно-Західного краю» (1909-1910), Любарське товариство взаємного кредиту (1911-1917).
У містечку з 1910 року функціонував театр Цудика Радчика, де в окремому театральному приміщенні нерідко виступали заїжджі гастролери зі своїми концертними та театральними програмами.
У 1911-1913 роках у Любарі функціонували волость, міщанська управа, пошта, телеграф, ветлікар, акцизний дозір, слідчий, нотаріус, жіночий православний монастир, костел, 2-класна школа (училище), дві однокласні школи (училища), єврейська школа, Талмуд-тора, земський шпиталь на 20 ліжок (з 1912 року), 3 лікарів, 2 стоматологи, 4 акушерки, аптека, 6 аптечних складів, 59 крамниць, 2 державні винні крамниці, 2 кредитні товариства, 2 книгарні, приватна бібліотека, 5 складів лісових товарів, олійня, фабрика мила, водяний млин, 3 приватні судові оборонці, 2 склади землеробських машин, медоварня, кооператив, земський склад насіння, театр, типографія, 2 фотографії, трактир (корчма), ярмарки 2 рази на місяць.
1911 року більша частина Любара (3 080 десятин) стала власністю Яна Маньковського, який придбав її в графині Целестини Водзіцької.
З 1913 року в містечку почали діяти Земський землеробський склад, кам'яний кар'єр І. Білобровка.
21 листопада 1916 року під опікою громадської просвітницької організації поляків Волині «Мацєж Польська» (пол. Macierz Polska) відкрилася Любарська парафіяльна польська школа з інтернатом при костелі.

#### Часи Української революції (1917—1921)
Після Лютневої революції 1917 року, 25 березня в Любарі відбулися масові мітинги, на яких за закликами більшовицьких агітаторів селяни й солдати розібрали майно панської економії та розділили поміщицькі та церковні землі, лісопромисловцям було заборонено рубати ліс.
Після проголошення Українською Центральною Радою 10 (23) червня 1917 року І Універсалу, Любар принаймні формально став підпорядковуватися її рішенням, хоча в місті продовжували діяти установи, які керувалися розпорядженнями Тимчасового уряду в Петрограді.
На початку січня 1918 року збільшовизовані загони 11-ї Особливої армії Південно-Західного фронту зайняли місто. Після підписання Берестейського миру, вже 21 лютого Любар зайняли німецькі війська. Після падіння Центральної Ради наприкінці квітня й до завершення 1918 року Любар підпорядковувався уряду гетьмана П. Скоропадського.
Після антигетьманського повстання, з кінця 1918 року Любар відносився до території, підконтрольної Директорії Української Народної Республіки. У квітні 1919 р. місто зайняла 1-а червона дивізія під командуванням М. Щорса. Влада більшовиків тут протрималася до початку серпня. Орієнтовно в цей час був розстріляний останній власник Любара Ян Маньковський.
Впродовж серпня—грудня 1919 року відновилася влада Директорії. У той період у Любарі діяв осередок товариства «Просвіта».

Омелян Волох

 Наприкінці листопада 1919 року рештки Армії УНР опинилися в так званому «трикутнику смерті» (Любар — Чортория — Миропіль), де українські частини були стиснуті трьома арміями — Червоною, Добровольчою та польською. 28 листопада 1919 р. більшість членів уряду Директорії прибула до Любара, де Симон Петлюра видав так звану Любарську відозву, в якій було заявлено про перехід на інші методи боротьби за державність. Петлюра виїхав до Польщі, призначивши замість себе Головним Отаманом військ УНР Омеляна Волоха. Останній 1 грудня в Любарі зробив спробу вчинити повстання проти Директорії, разом з отаманами О. Данченком та Ю. Божком захопили державну скарбницю та втекли до Чуднова й приєдналися до більшовиків. 6 грудня 1919 р. на військовій нараді в Новій Чорториї було остаточно вирішено здійснити вцілілою частиною стрілецького війська партизанський рейд тилами Денікіна, який увійшов до історії як Перший зимовий похід.
 

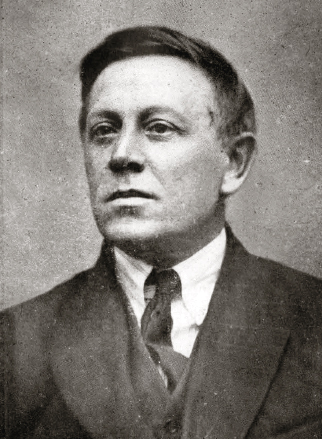
Симон Петлюра

Від 27 грудня 1919 до червня 1920 Любар був зайнятий польськими військовими підрозділами. 27 червня 1920 місто зайняла кавалерійська бригада Г. Котовського. У липні був навіть вибраний Любарський волревком.
Восени 1920 року поблизу Любара точилися запеклі бої між більшовицьким та польським й українським військами. Контроль над містечком декілька разів переходив до різних сторін протистояння. 18 жовтня містечко було захоплене окремою Башкирською бригадою на чолі з О. В. Горбатовим — влада остаточно перейшла до більшовиків.
1920 року на правому березі річки Случ (Новий Любар), на місці колишнього земського шпиталю, було відкрито лікарню. Цього ж року в Любарі почала діяти бібліотека.

#### Під владою більшовиків
Протягом 1921–1923 років Любар був волосним центром Полонського повіту Волинської губернії.

 
Восени 1921 року територією Любарського району в рамках Другого зимового походу пройшла рейдом Подільська повстанська група. Проте цей рейд оминув Любар, а після Бою під Авратином Подільська група попрямувала на північ на з'єднання з Волинською повстанською групою.
На початку 1920-х років у Любарі було створено три невеликі артілі, діяли комнезам, волвиконком. Було зачинено Свято-Георгіївський монастир. 1922 (за іншими даними — навесні 1923 року) комнезам Любара в будівлях останнього створив дитяче містечко імені Паризької Комуни для сиріт, привезених з губерній голодуючого Поволжя. Це містечко продовжувало існувати до 1930-х років.
Від 7 березня 1923 року Любар — райцентр у складі Житомирської округи Волинської губернії, центр Любарської волості. До Любарського району входили Новочорторийська, Красносільська, Любарська та Мотовилівська волості.
Цього ж року зі складу містечка було адміністративно виділені окремі населені пункти: власне Любар, села Старий Любар, Новий Любар, Юрівку. Тут налічувалося 6 рад: Любарська селищна, Старо-Любарська (Старо-Мейська громада), Старо-Любарська (Казенна громада), Старо-Любарська (Стрижівська громада), Ново-Любарська (Новомейська громада), Юрівська.
У Любарі діяли дві трудові семирічні та 3 початкові школи, при одній із семирічних шкіл створено інтернат для дітей незаможних селян із навколишніх сіл. Було створено 5 пунктів лікнепу. У липні в Любарі було організовано сільськогосподарський кооператив «Серп та колос», у серпні засновано райсільбуд. Наприкінці 1923 року на околицях селища виникли 5 товариств спільного обробітку землі (ТСОЗ), відкрилися агродільниця, ветамбулаторія та прокатний пункт сільськогосподарських машин. Ярмарки проводилися 24 дні на рік. У містечку функціонували шкіряний завод, суконна фабрика, 2 винокурних заводи, сірникова фабрика, миловарня й олійня, а на вальцювальному млині встановили генератор потужністю 46 кВт, який забезпечував Любар електроенергією. Діяли також стаціонарна лікарня на 25 ліжок та ветеринарна лікувальна дільниця.
Від 1924 р. Любар — селище. З 17 червня 1925 року по 15 вересня 1930 року воно належало до Бердичівської округи.
За Всесоюзним переписом 17 грудня 1926 року населення Любара становило 11 752 жителі (5 435 чоловіків і 6 318 жінок). У містечку діяли 4 трудшколи, 2 трудшколи-семилітки; дитяче містечко, книгозбірня, 5 шкільних установ політичної освіти. У Любарі функціонували добровільна пожежна сторожа, комунальна різниця, лазня. Населення користувалося електроенергією з електровні при млині. Діяли млин Укрборт'у, шкіряний завод, 201 торгівельний заклад (140 приватних).
1927 року почав працювати місцевий радіотрансляційний вузол. Наприкінці року в Любарі розгорнулася суцільна колективізація сільського господарства. Наприкінці 20-х — на початку 30-х років на базі ТСОЗів і невеликих артілей утворилося 5 колгоспів: ім. Леніна (Стрижівка), «Передовик», ім. Жовтневої революції, ім. Кірова та «Червоне козацтво». 1930 року було розкуркулено та розпродано 564 господарства Любарського району, 1931 року — 284 господарства.
Відповіддю на суцільну колективізацію, розкуркулення та ліквідацію церков стали масові селянські заворушення, що розпочалися в 20-х числах лютого 1930 року. Півтори тисячі селян захопили Любар, витіснивши з райцентру загін міліції. Після ліквідації радянської влади в містечку, повстання перекинулось на навколишні села. Найбільшого розмаху воно набуло 3-5 березня. У Любарському районі під час заворушень було ліквідовано 29 сільрад. Лише після 8 березня завдяки поступкам влади — дозволу виходу з колгоспів та поверненню збіжжя, худоби і реманенту — повстання пішло на спад.
З 15 вересня 1930 року Бердичівська округа була розформована, її райони, серед яких і Любарський, стали напряму підпорядковуватися УСРР.
1931 року створена Любарська Машинно-тракторна станція (МТС), у Стрижівці створене товариство «Техніка мас», запроваджене загальнообов'язкове навчання дітей віком від 8 до 15 років.
Від 27 лютого 1932 року Любар і район увійшли до складу новоутвореної Вінницької області.
Страшною сторінкою до історії Любара увійшов Голодомор 1932—1933 рр. Старий Любар наприкінці листопада 1932 року було занесено на «Чорну дошку». У боротьбі за виживання селяни згуртовувалися та розпочинали грабувати склади зі збіжжям і приватні помешкання, у багатьох населених пунктах відбувалися випадки канібалізму. За далеко неповними даними, зібраними у «Національній книзі пам'яті жертв голодомору 1932—1933 років в Україні. Житомирська область», по смт Любар загинуло 29 чоловік, встановлено імена 10 осіб, с. Громада — 29 осіб, встановлено імена 28, с. Старий Любар — загинуло 5 осіб, імена яких встановлено; с. Новий Любар — загинуло 105 осіб, встановлені імена 95 осіб, с. Юрівка — загинуло 117 осіб, імена яких встановлено.
1935 року в Любарі відкрито районний піонерський клуб, 1936 року збудовано маслозавод. Збільшили випуск продукції вальцьовий і паровий млини, дві олійниці, шкіряний завод, цегельно-черепичний завод.
З 22 вересня 1937 р. Любар і район увійшли до складу новоутвореної Житомирської області.
Репресії відносно населення Любара досягнули піку у 1937-1938 роках. Протягом 1937—1938 років загалом було заарештовано 201 особу, які народилися та (або) проживали в Любарі й околицях. З них більшість (125 осіб або 62 %) розстріляно. Серед розстріляних були 15 людей, які обіймали керівні посади в державних органах і організаціях, 25 поляків, звинувачених у приналежності до ПОВ.
1939 року зі складу Любара було виділено Казенну Громаду та передмістя Стрижівку, які стали окремими селами. Райсільбуд було перетворено на будинок культури. Упродовж 1940-1941 років у місті функціонували також піонерський клуб, 4 сільських клуби, 2 середні, 2 семирічні, 2 початкові школи, а також 2 дитячих садки та 2 ясел; дитяче містечко, лікарня, поліклініка, дитяча та жіноча консультації. Працювали цегляно-черепичний завод, 2 млини, 2 олійниці та авторемонтна база.

##### Роки Німецько-радянської війни
6 липня 1941 року розпочалися бої за містечко. 9 липня 1941 року німці окупували Любар. З 20 жовтня 1941 року він повністю увійшов до складу Райхскомісаріату Україна.
У центральній частині Любара було створено гетто. За роки війни (здебільшого протягом 1941 року) було розстріляно більше 2000 євреїв, включно з жителями навколишніх населених пунктів.
З жовтня 1941 року по травень 1942 року в Любарі діяв підпільний райком партії під керівництвом В. С. Марушка, який був розгромлений німцями. З кінця 1941 року на території Любарського лісництва діяла підпільна група, до якої входили, зокрема, С. Скурковський і Д. Дубовський. 1943 року члени цієї групи приєдналися до партизанського загону ім. Ворошилова Першого Молдавського з'єднання партизанів.
Під час німецької окупації Любара тимчасово відновилося чернече життя в жіночому Свято-Георгіївському монастирі, який діяв під егідою Української автономної православної церкви. Домініканський костел також відновив свою діяльність. Його будівлі використовувалися німцями як концентраційний табір для полонених червоноармійців.

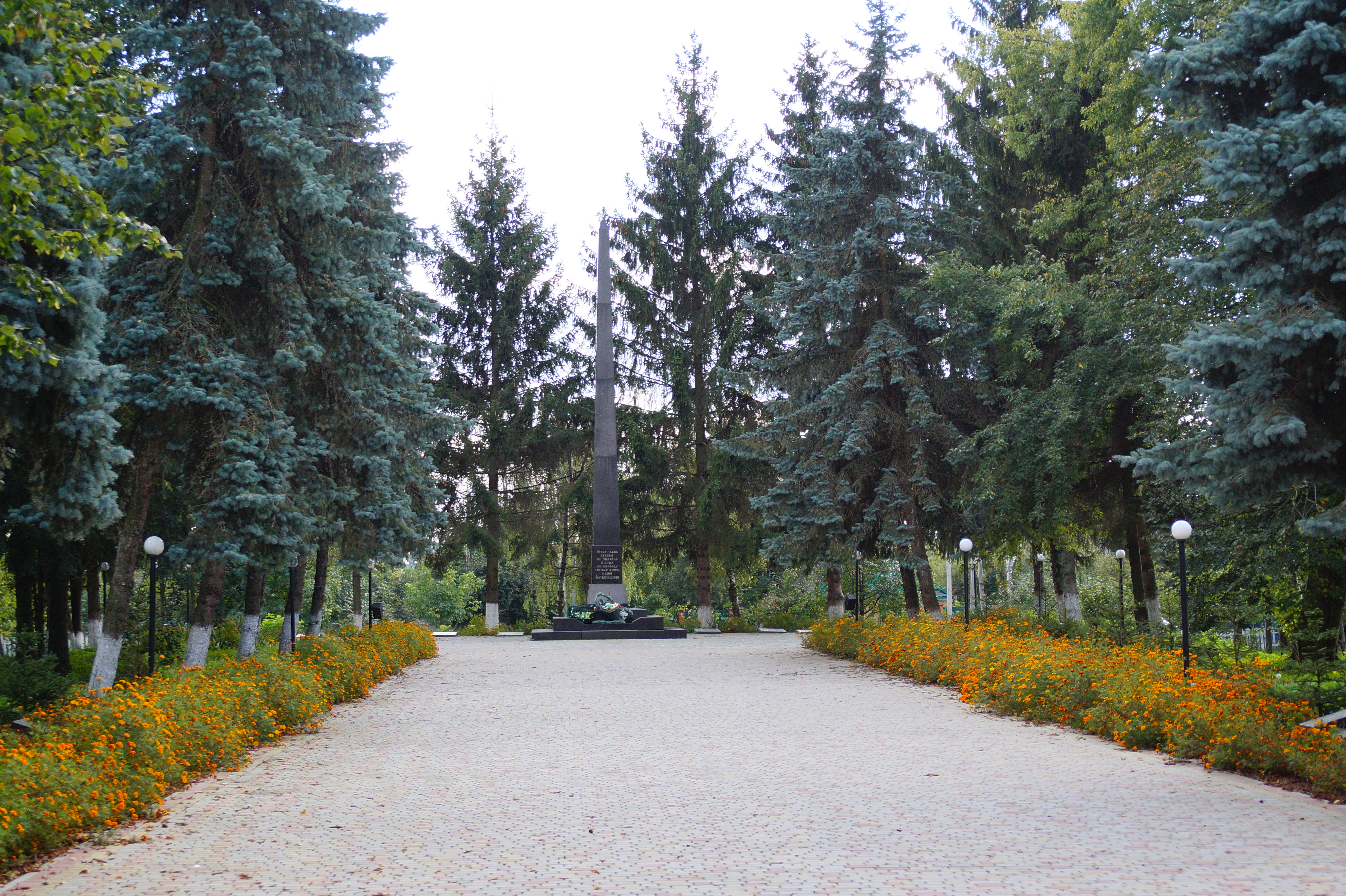
Обеліск Слави

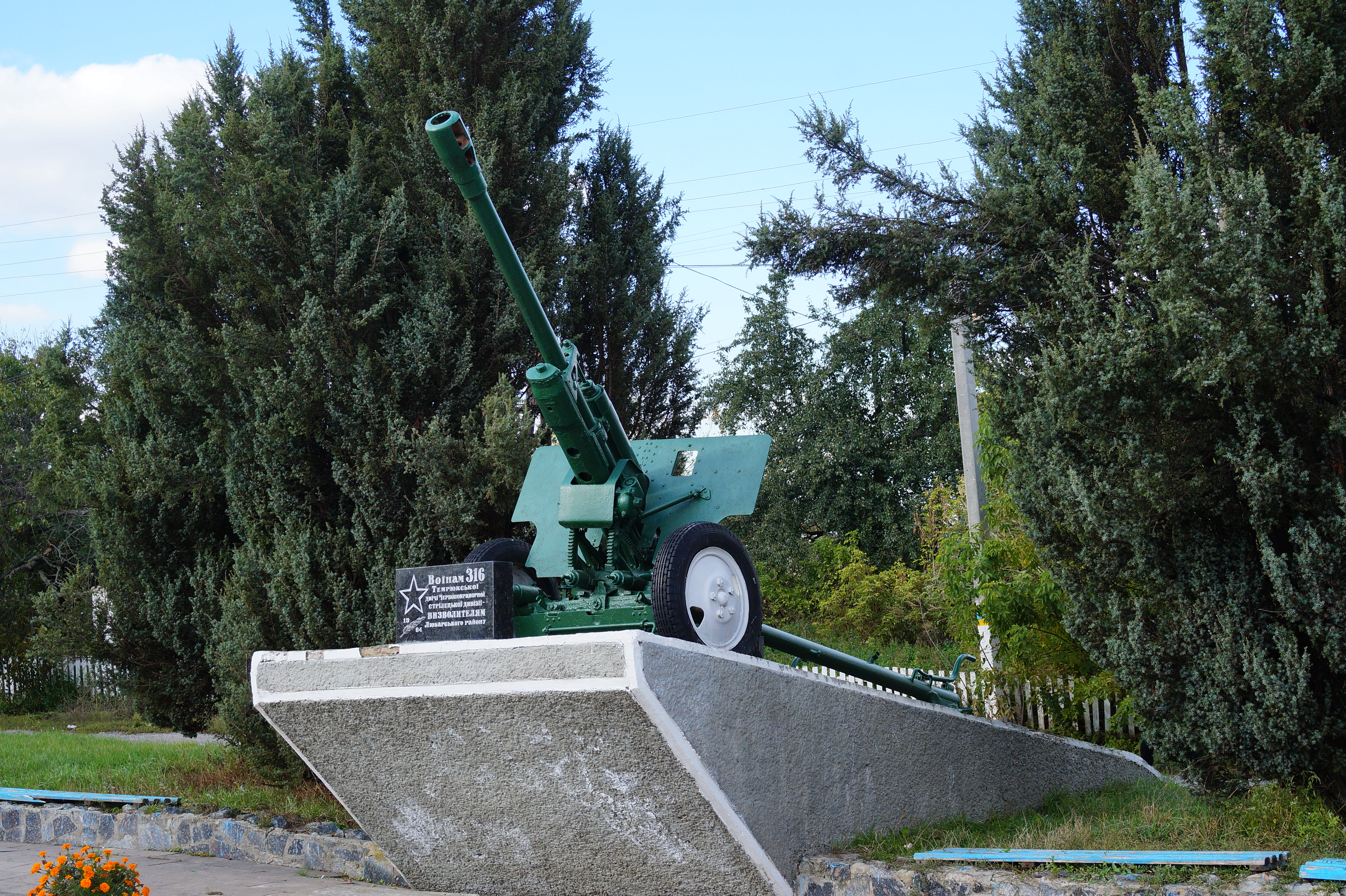
Пам'ятникам воїнам-артилеристам

8 січня 1944 року підрозділи 1-го Українського фронту Червоної Армії підійшли до Любара. Зав'язалися запеклі бої з німцями. 10 січня 1944 року радянські війська захопили Любар. Бойові дії поблизу селища тривали ще протягом двох місяців.

##### Повоєнні роки
Після завершення німецької окупації, населення Любара значно зменшилося, складалося переважно з жінок, дітей і людей похилого віку.
17 липня 1945 року в любарському костелі була відправлена остання служба (вінчання), після чого він був зачинений.
Протягом 1945–1950 рр. місто повністю відбудувалося. Було відновлено МТС (1954), маслосирзавод, підприємство з переробки овочів, харчокомбінат, 2 промкомбінати, хлібозавод, автопідприємство, лікарню, клуб, кінотеатр, бібліотеки, дитячі ясла й садки, радіовузол, телеграф і телефонну мережу. Піднімалися з руїн колективні господарства. Поступово відроджувались промислові підприємства, торгівля, лікувальні, навчальні та культурно-освітні заклади. Розпочалися й заняття в школах.
30 жовтня 1950 року розпочала роботу новозбудована Любарська ГЕС потужністю 200 кВт.
За неповною інформацією, зібраною у книгах «Реабілітовані історією» та на порталі інтернет–проекту «Національний банк даних жертв політичних репресій радянської доби в Україні» [Архівовано 25 березня 2021 у Wayback Machine.], всього впродовж сталінських репресій 1920-х-1950-х років постраждало 325 уродженців і (або) мешканців Любара й навколишніх 6 сіл (серед них 17 жінок).
1959 року було закладено прибережний парк над річкою Случ. Споруджено готель на 50 місць. 1960 року споруджено районний Будинок культури. Цього року сільськогосподарські артілі ім. Кірова та ім. Жовтневої революції об'єдналися в колгосп ім. Горького. 1961 року було створене районне об'єднання «Сільгосптехніка».
30 грудня 1962 Любарський район було ліквідовано, територію приєднано до Дзержинського району, 4 січня 1965 р. район відновлено.

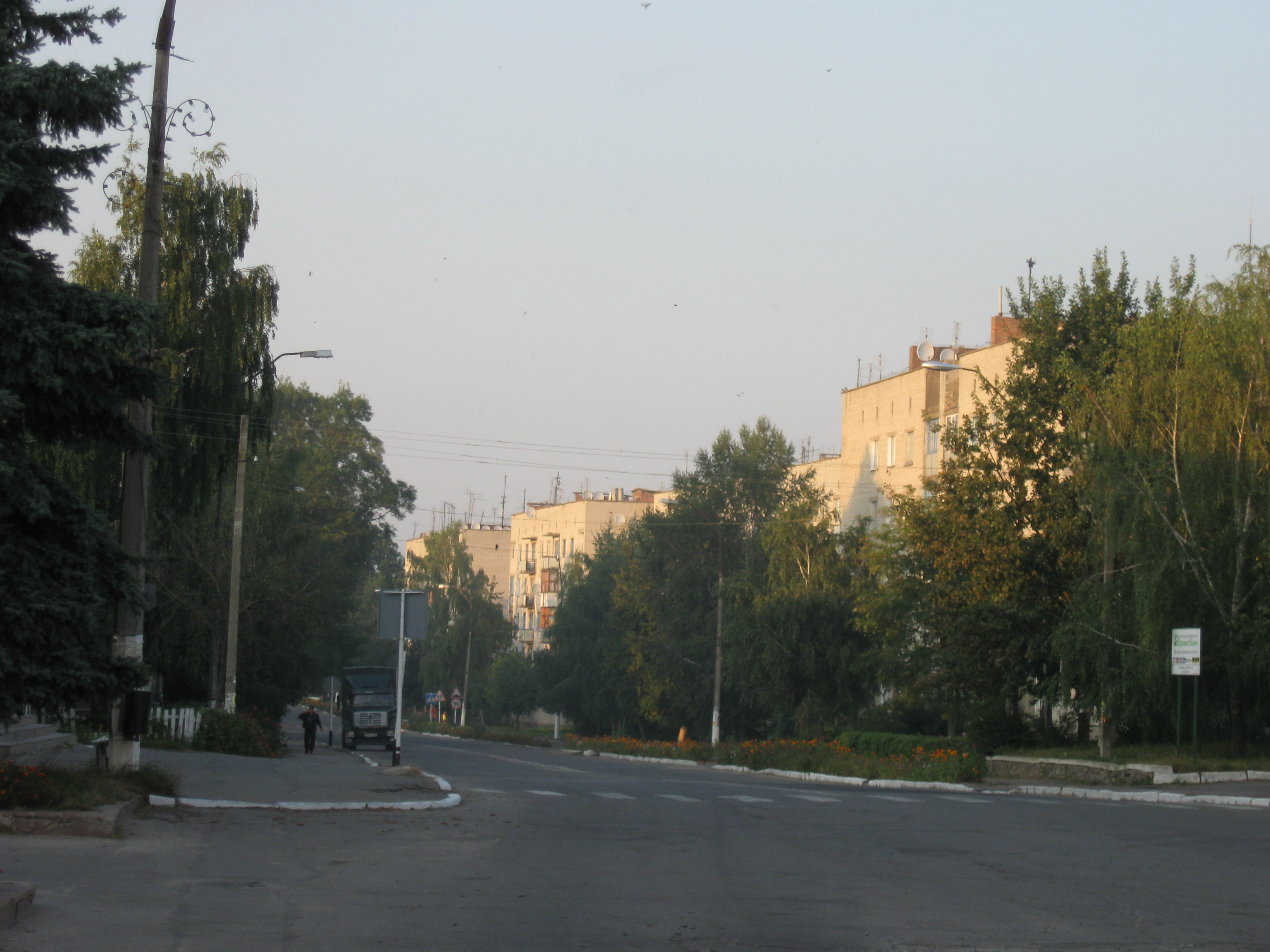
Радянська забудова Любара

 У післявоєнні роки в Любарі споруджено понад 1500 житлових будинків, нові житлові квартали на вулицях Лесі Українки та Юрія Гагаріна, дві площі забудовані 3-х і 4-повеховими будинками. Збудовано дві нові восьмирічні школи, школу-інтернат па 400 місць, середню школу, пошту, комбінат побутового обслуговування, гастрономи, універмаг, магазин госптоварів, автовокзал, адміністративний будинок райвиконкому та райкому, новий меморіальний комплекс у центрі селища, дитячий комбінат на 150 місць, стадіон.
 
1963 року створене Любарське сільське профтехучилище, діяли 2 середні та три восьмирічні загальноосвітні школи, дитяча музична школа, заочна середня школа без відриву від виробництва. У будинку культури працювали вокальний, танцювальний, музичний гуртки, гурток художнього слова, музична народна хорова капела. Тут 1960 року за активної участі місцевого краєзнавця С. А. Липка було створено й відкрито краєзнавчий музей, в якому зібрано багату археологічну колекцію, цінні матеріали з історії Любара та населених пунктів району. У селищі діяв широкоекранний кінотеатр на 500 місць, 2 клуби з кіноустановками, бібліотеки для дорослих і юнацтва з фондом 52,8 тис. книжок, книгарня. Активно працювала лекторська група районної організації товариства «Знання» зі 117 лекторів, діяли університет культури, кінолекторій, школа партійно-радянського активу.

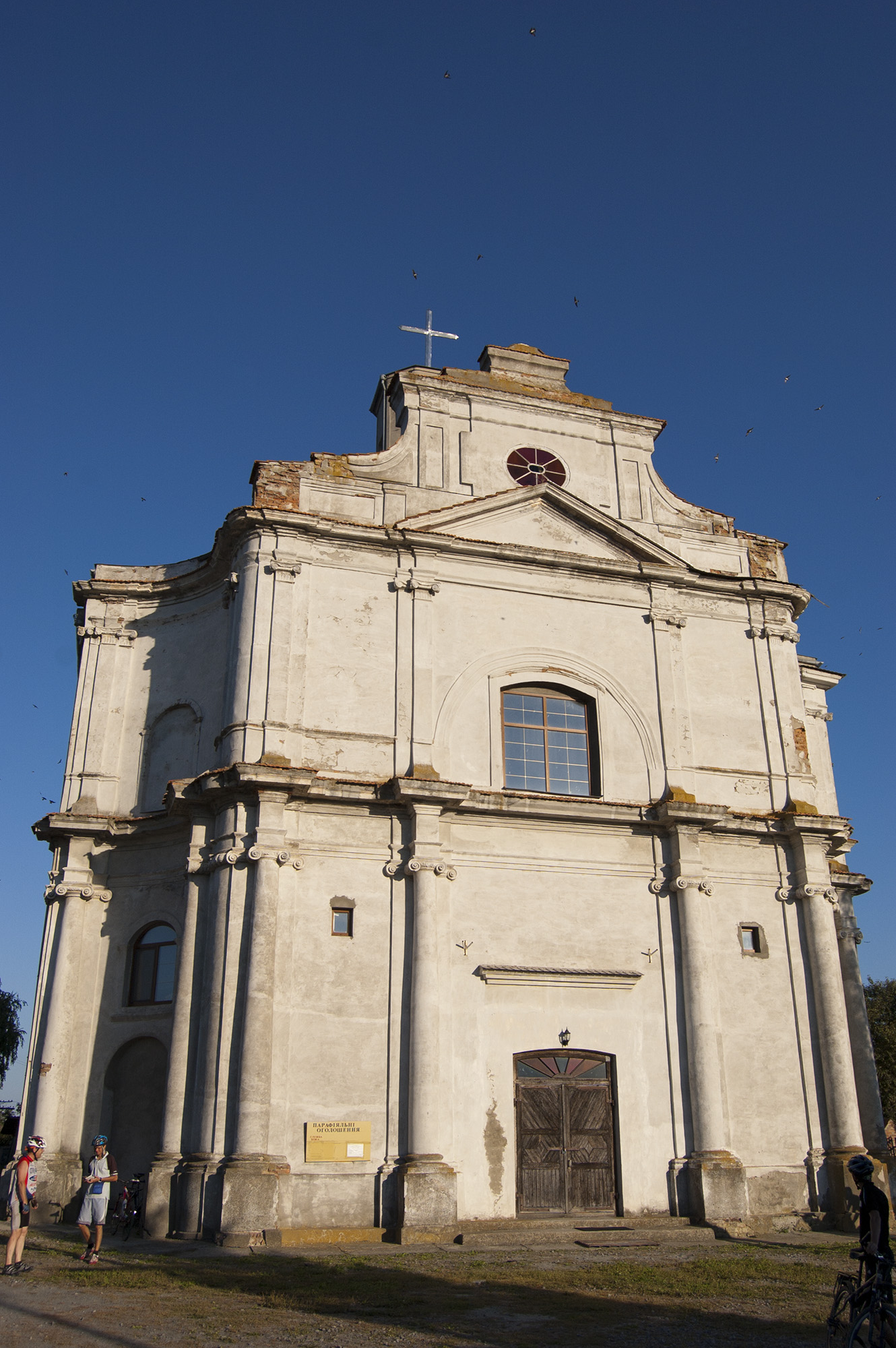
Любарський костел, 2013 рік

1968 року побудовано нову поліклініку та дитяче й терапевтичне відділення лікарні. Протягом 1971—1972 років збудовано відгодівельник на 1000 голів свиней, зерносклад на 1000 тон, будинок механізаторів. 1972 року став до ладу новий комбікормовий завод, завершено будівництво хлібозаводу. Тоді ж у селищі діяли комбінат побутового обслуговування, фото- і телеательє, прокатний пункт речей широкого вжитку, 28 магазинів і кіосків державної та кооперативної торгівлі, 5 їдалень; працювали лікарня на 175 ліжок, поліклініка, 2 медпункти, аптека, станція швидкої допомоги, санстанція та дитяча консультація. Медичну допомогу забезпечували 27 лікарів і 92 працівники з середньою медичною освітою.
 
1982 року побудовано новий лікарняний корпус. З середини 1980-х років у Любарі розпочалась забудова колишнього аеродрому приватними будинками. Збудовані приміщення банку, готель «Любарчанка».
Наприкінці 1980-х років католицька громада Любара відновила службу та потроху розпочала ремонт вцілілої частини костелу. Після відновлення освячення костелу відбулося 14 жовтня 1989 року.

### Роки Незалежності України
1992 року розпочала діяльність новозбудована школа мистецтв, для любителів спорту збудований стадіон та відкрито дитячу спортивну школу. З 1994 року розпочалася газифікація району.

### Єврейська громада
Єврейське населення в Любарі з'являється фактично з часу перших згадок про саме містечко. Так, дерев'яна синагога була одним із найдавніших храмів Любартова — збудована 1491 року.
Після того, як місто на межі XV-XVI століть потрапило до володінь князів Острозьких, останні значно його розбудували. Єврейське населення міста зросло, збільшилися його роль і значення. Так, євреями надавалися лихварські послуги, вони орендували право збирати мита, а також, корчми і млини.
В Інвентарі маєтків князів Острозьких 1620 року зазначається наявність двох синагог у Старому та Новому Любартові. У місті мешкало 73 єврейські родини (6 у Старому місті і 67 у Новому) — близько 6 % населення міста. Серед євреїв було 2 лікарі, міняйло й один кравець.
Під час козацьких повстань 1625–1638 років, Хмельниччини та Руїни єврейське населення зазнавало значних утисків і навіть фізично знищувалося повстанськими загонами. Тому більшість євреїв, рятуючись від небезпеки, втікали з Любара на захід. 1648 року була спалена козаками та місцевими повстанцями любарська синагога. Тоді ж вирізали й 50 єврейських торгівців (під час весілля). Як наслідок, за відомостями тарифів подимного 1651, 1653, 1655, 1658 років у Любарі не було жодного єврея.
Лише наприкінці XVII — на початку XVIII століття євреї почали повертатися до містечка. А з середини XVIII століття єврейське населення Любара стрімко зростає.
1772 року кагал Любара надіслав власнику міста, коронному хорунжому Ф. Ф. Любомирському, супліку проти розквартирування російського військового лазарету, вибирання надмірних податків на утримання війська та інші кривди.
1798 року в Любарі до стану міщан віднесли виключно євреїв, які становили 14,31 % від усього населення міста.
Кількість єврейського населення Любара особливо зросла протягом XIX — початку XX століття. Воно становило в різні роки від 35 до 70 % населення міста. Євреї стали відігравати провідну роль у громадському та економічному житті містечка. Любар поступово перетворився на штетл.
Євреї Любарської громади через часті пожежі й економічні проблеми, що виникли після побудови нової шосейної дороги та зміни напрямку траси, яка раніше проходила через місто (це зменшило прибутки з торгівлі), 1861 року попросили зменшити свічковий збір на 40 коп. з кожного її члена.
 У середині XIX століття євреї становили найактивнішу в економічному плані частину населення Любара. Центральну ринкову площу містечка оточувала велика кількість добротних єврейських дворів, були великі двоповерхові кам'яні магазини, які мали таверни на верхніх поверхах. Діяли 9 молитовних будинків, найбільшою в містечку була кам'яна Хоральна синагога, що була збудована близько 1861 року у південній частині центральної площі, на місці давньої синагоги, яка функціонувала протягом 1491-1648 років.
 
Протягом 1886-1889 років діяла єврейська богадільня; протягом 1889-1895 років функціонувала єврейська лікарня.
Погроми, поширення бідності і політична нестабільність сприяли масовій міграції євреїв із Російської імперії наприкінці XIX — на початку XX століття. 1895 року євреї-переселенці з Любара заснували у США земляцтво.
На початку XX століття в містечку діяли 9 синагог, Талмуд-тора (відкрита 1900 року), єврейські театр Цудика Радчика (з 1910 року), приватне училище, лікарня (1906-1917), школа, 116 крамниць.
У місті була своя єврейська інтелігенція — лікарі, вчителі, артисти та музиканти. З 1904 року в містечку з'являються належні євреям студії фотографії, бібліотеки, книжкові крамниці, типографії. 1905 року функціонував сіоністський гурток. 1913 року діяв гурток піклування про хворих.
Напередодні Першої світової війни у Любарі діяли професійна школа для чоловіків-євреїв, спілка взаємодопомоги та школа для єврейських сиріт і бідних дітей (Талмуд-тора). Вільні професії (фармацевти, лікарі, стоматологи), ремесла (теслярі, ковалі, кравці) і торгівля (продовольчі крамниці, зерно, будівельні матеріали, книжки, одяг, промислові товари) забезпечували роботою багатьох євреїв, однак інші були звичайними поденниками. Євреям належали 5 складів аптечних товарів, всі 5 лісових складів, 2 склади землеробських знарядь, 3 шкіряні заводи, маслоробний завод, медоварний завод, близько 60 крамниць (в тому числі всі 23 мануфактурних, всі 5 галантерейних); у оренді євреїв знаходилися любарські млини.
Під час подій Української революції 1917-1921 років єврейське населення Любара постраждало від погромів і воєнних дій. У травні та вересні 1920 року бійцями Першої Кінної армії під командуванням С. Будьонного в містечку було вчинено єврейські погроми. У результаті близько 70 відсотків єврейського населення містечка опинилися без засобів для існування.
Радянська влада сприяла створенню єврейського колгоспу поблизу Любара, де євреї вирощували хміль. 1922 року в Любарі була зроблена спроба відкрити єврейський дитячий будинок; діяли єшива та єврейська школа. Проте досить швидко сіоністська діяльність перейшла у підпілля, натомість антирелігійна кампанія, яку проводили під егідою держави, обмежила духовне життя, почали зачиняти єврейські молитовні будинки.
23 листопада 1925 року на засіданні Бердичівської окружної адміністративно-окружної комісії у Любарі було організовано містечкову єврейську селищну раду. Любар став центром «єврейського національного селища», де їдиш був офіційною мовою. Межі міста було змінено, щоб максимізувати єврейську присутність, а українців віднесли до сусідніх сільських громад. Водночас режим офіційно позбавляв окремих людей багатьох громадянських прав через їхню комерційну або релігійну діяльність у минулому або теперішньому. Велика кількість українських євреїв не мали повного доступу до житла, робочих місць та соціальної допомоги.
Наприкінці 1920-х — у 1930-х роках багато молодих євреїв виїжджали з Любара на роботу та навчання до великих міст. Чимало любарських євреїв були переселені до новоствореної Автономної Єврейської Національної області у Приамур'ї. Серед них були й сім'ї відомих у майбутньому єврейських письменників, уродженців Любара, Арона Верґеліса та Іхила Фалікмана.
Міграційні хвилі та насильницькі дії революційного часу призвели до зменшення єврейського населення. Ті євреї, хто лишилися в Любарі та навколишніх селах, на зламі десятиріччя пережили разом із сусідами-неєвреями примусову колективізацію, голод і репресії. За неповною інформацією, зібраною у книгах «Реабілітовані історією» та на порталі інтернет–проекту «Національний банк даних жертв політичних репресій радянської доби в Україні» [Архівовано 25 березня 2021 у Wayback Machine.], упродовж сталінських репресій 1920-х-1950-х років постраждало 22 євреї — уродженці та/або жителі Любара та околиць.
На початку 1930 року в містечку діяла єврейська кустарна профшкола. Після 1938/1939 навчального року школу, де навчання вели на їдиш, було перетворено на російську.
Перед початком Німецько-радянської війни певна частина євреїв Любара евакуювалась до східних областей СРСР. Проте більшості жителів бракувало коштів для того, щоб поїхати з містечка.
9 липня 1941 р. німецькі війська зайняли Любар. Управлінці Вермахту запровадили антиєврейські заходи. Розстріли євреїв у Любарі розпочалися приблизно через тиждень після початку окупації.
На кількох вулицях у центральній частині смт Любар було створено відкрите гетто, без стін або паркану. Незабаром дався взнаки брак їжі, поширився голод. Виходити назовні дозволяли лише тим євреям, які належали до робочих команд.
Перші масові страти євреїв відбулися 9 серпня)та наприкінці серпня. 13 вересня (за іншими джерелами — 14 вересня)45-й поліцейський полк (та/або 303-й поліцейський батальйон) провів зачистку гетто, розстрілявши в піщаному кар'єрі поблизу хутора Казенна Громада 1415 євреїв. У другій половині місяця в Старому й Новому Любарі розстріляно ще 53 єврея. Останні євреї (близько 250 чоловік), яких схопили в результаті каральних акцій і спочатку помістили до колишнього дитячого будинку, були ліквідовані в жовтні 1941 року.
Єврейське життя в Любарі було повністю знищено. Євреїв, які пережили німецьку окупацію, було дуже мало.
Після війни до Любара повернулося близько 100 євреїв, а 1989 року в Любарі налічувалося лише 10 євреїв. У липні 1999 р. у містечку проживали ще принаймні дві єврейські родини.
На місці масових розстрілів євреїв в урочищі Піщаному пам'ятну червону гранітну плиту встановили 1972 року.
Меморіальну плиту для вшанування пам'яті жертв Голокосту, яких убили у с. Юрівка, підготували 2016 року місцеві підприємці А. А. Горобець і В. В. Юрик. Плиту заплановано розташувати поблизу місця вбивства. У рамках проекту «Захистимо пам'ять» влітку 2019 року неподалік від місця вбивства встановлено інформаційну стелу. Біля місця розстрілу на Піщаному кар'єрі також встановлено інформаційну стелу.

## Поділ містечка на частини
Найдавнішою частиною Любара є його лівобережна частина, так зване Старе місто чи Старий Любар, яке було засноване у XIV столітті. Між 1574 та 1584 роками було засноване Нове місто на правому березі Случі або Новий Любар.
Річка Случ стала першим фактором ропозділу міста на частини, адже по ній часто проходили різні кордони та межі. Так, у середині XVI століття Случ стала кордоном між Волинським і Київським воєводствами Речі Посполитої. З середині XVII століття вона стала межею земель, які підпорядковувалися Війську Запорозькому і земель Корони. Остання межа часто змінювалася, проте постійно існувала у свідомості козаків аж до початку XVIII століття, коли саме Случ гетьман Іван Мазепа визначив як західний кордон козацької України.
З XVII століття відомі Стрижівка як передмістя Любара (мала такий статус аж до 1939 року), та Іванківці як фільварок (до 1923 року). У першій чверті XVIII століття виникла Юрівка, яка теж довгий час мала статус передмістя.
Очевидно, що всі частини містечка постійно взаємодіяли між собою незважаючи на всі адміністративно-територіальні розмежування. Врешті-решт, наприкінці XVIII століття, після поділів Речі Посполитої, коли Любарська земля увійшла до складу Російської імперії, усі ці частини були об'єднані в єдине містечко. 
У 1830-х роках виникло поселення Казенна Громада — пізніше однойменна частина Любара.
У радянський час містечко Любар було адміністративно поділено на декілька рад, а відтак — і населених пунктів. Відтоді до власне смт Любар примикають декілька окремих сіл, які фактично складають із ним єдину територію: Старий Любар (1 784 осіб), Новий Любар (941 осіб), Юрівка (1 277 осіб), Стрижівка (1 475 осіб), Іванківці (458 осіб) та Громада (1 477 осіб). Тобто, фактично Любар є містом з сумарним населенням 9 854 осіб (за даними перепису 2001 року). Та, офіційно кількість населення власне смт Любар вважається трохи більшою 2 тис. осіб і є однією з найменших серед смт області.
29 жовтня 2017 року в рамках адміністративно-територіальної реформи була створена Любарська селищна громада, яка об'єднала Любарську селищну та 19 сільських рад, 1 смт та 37 сіл Любарського району з населенням 19 237 мешканців (на 1 січня). Ця громада адміністративно об'єднала смт Любар з іншими його фактичними частинам — Юрівкою, Новим Любаром і Громадою
Проте до неї не увійшли 3 інших частини Любара — Старий Любар, Стрижівка та Іванківці, які адміністративно залишилися у складі Стрижівської сільської ради. І лише 12 червня 2020 року, відповідно до розпорядження Кабінету Міністрів України, до складу громади були включені території, зокрема, Стрижівської сільської ради. Таким чином, у єдиній громаді об'єдналися всі частини Любара.

## Населення
Динаміка кількості димів і дворів у Любарі
Зміна кількості населення містечка Любара (разом із передмістями)
Динаміка кількості населення власне смт Любар
Розподіл населення Любара та передмість за рідною мовою, % (перепис 2001 року)
| Назва населеного пункту | українська мова | російська мова | білоруська мова | молдовська мова | єврейська мова | польська мова |
| ----------------------- | --------------- | -------------- | --------------- | --------------- | -------------- | ------------- |
| смт Любар               | 97,5            | 2,18           | 0,08            | 0,04            |                | 0,12          |
| с. Громада              | 98,80           | 1,00           | 0,13            | 0,07            |                |               |
| с. Іванківці            | 98,70           | 1,30           |                 |                 |                |               |
| с. Новий Любар          | 97,89           | 2,11           |                 |                 |                |               |
| с. Старий Любар         | 97,71           | 2,05           |                 | 0,06            | 0,18           |               |
| с. Стрижівка            | 98,72           | 1,14           | 0,07            | 0,07            |                |               |
| с. Юрівка               | 99,22           | 0,70           |                 |                 |                |               |

За даними перепису населення СРСР 1939 року чисельність населення становила 2 643 особи, з них українців — 638, росіян — 94, німців — 1, євреїв — 1 857, поляків — 36, інших — 17.

### Мова
Розподіл населення за рідною мовою за даними перепису 2001 року:
| Мова            | Кількість | Відсоток |
| --------------- | --------- | -------- |
| українська      | 2420      | 97.50%   |
| російська       | 54        | 2.18%    |
| польська        | 3         | 0.12%    |
| білоруська      | 2         | 0.08%    |
| румунська       | 1         | 0.04%    |
| інші/не вказали | 2         | 0.08%    |
| Усього          | 2482      | 100%     |

## Економіка
У Любарі функціонують наступні підприємства: ТОВ «Любарська енергетична компанія», КП «Добробут» (забір, очищення та постачання води), ТОВ «Любар Інвест 2005» (консервний завод — виробництво фруктових і овочевих соків), ПРАТ «Любарський Райагроспецмонтаж», сільськогосподарські ФГ «Агро-Вектор Любар», ТОВ «Агро-Регіон Любар», АТ "Любарська «Райагропромтехніка», Аграрно-технологічна компанія. Працюють районна друкарня, готель, кооперативний ринок. Також, функціонують районні державні підприємства: Райавтодор, РЕМ, УЕГГ, «Укртелеком», «Укрпошта» тощо.
Малий бізнес сконцентрувався переважно у сфері торгівлі, громадського харчування та сфері послуг. Відкрито велику кількість магазинів і торгових центрів, кафе-бари, піцерії, салони краси, автозаправні станції, СТО і т. ін.
Діють 3 відділення банків («Райффайзен Банк Аваль», «ПриватБанк», «Ощадбанк»), відділення кредитних установ.

## Транспорт
Через смт Любар проходять такі автошляхи:
- Автошлях Н 03 «Житомир — Хмельницький — Кам'янець-Подільський — Чернівці»;
- Автошлях Н 02 «(Радивилів) М06 — Кременець — Біла Церква — Ржищів — Канів — Софіївка»;
- Автошлях Т 0610 «Любар — Хмільник — Лука-Барська — Нова Ушиця».
- Місцеві автомобільні дороги районного значення — Любар—Перетік, Любар—Печанівка, а також, дороги, що з'єднують Любар з селами (фактично — частинами містечка) Громадою, Іванківцями, Стрижівкою, Юрівкою.

Любар сполучається регулярними автобусними маршрутами з Києвом, Хмельницьким, Тернополем, Вінницею, Житомиром, Бердичевом, Новоград-Волинським, залізничною станцією Печанівка, а також, із більшістю сіл Любарського району.

## Заклади та установи комунальної, соціальної та інших сфер
- Любарський РВ УМВС;
- Любарське управління МНС;
- Любарське виробниче підприємство житлово-комунального господарства;
- Територіальний центр соціального обслуговування (надання соціальних послуг);
- Державна нотаріальна контора;
- Редакція районної газети «Новий день»;
- Оздоровчий табір «Світанок».

## Заклади охорони здоров'я
У селищі функціонують центральна районна лікарня (ЦРЛ) з поліклінікою, на їх базі сформовано НКП «Любарський центр первинної медико-санітарної допомоги». Стаціонар лікарні розрахований на 106 ліжок, поліклініка — на 774 відвідування за зміну. 2017 року ЦРЛ увійшла до Бердичівського госпітального округу.
Стаціонарна допомога населенню району надається в таких відділеннях лікарні:
- хірургічному: хірургічні, ЛОР, гінекологічні та травматологічні ліжка;
- терапевтичному: терапевтичні, кардіологічні, неврологічні ліжка;
- дитячому;
- інфекційному з ліжками для дорослих та дитячими;
- пологовому;
- анестезіології та інтенсивної терапії[268].

У Любарській ЦРЛ функціонують такі лікувально-допоміжні підрозділи, як відділення відновного лікування, відділення електрокардіографії та функціональної діагностики, кабінет ультразвукової діагностики, кабінет лікувальної фізкультури, клініко-діагностична лабораторія, інформаційно-аналітичний відділ медичної статистики, стерилізаційна, аптека, лікарняна каса, централізована бухгалтерія, патолого-анатомічне відділення, архів, бібліотека, музей медицини.
Також, свої послуги надають аптеки, приватна стоматологічна поліклініка, районна державна лікарня ветеринарної медицини.

## Навчальні заклади
- Любарська гімназія № 1 (до 2009 року — Любарська ЗОШ I-III ст. № 1).

Безпосереднім попередником школи було однокласне народне училище, котре відкрилося в Старому Любарі 1902 року. Старолюбарська школа 1924 року стала семирічною, а рівно через 10 років — десятирічкою. 1945 року вона знову прийняла учнів, як семирічка, а з 1955 року стала середньою. Розміщувалася в декількох пристосованих приміщеннях, розкиданих по селищу. У перших числах листопада 1969 року розпочато будівництво школи на 964 учні. 23 серпня 1972 року було прийнято рішення про створення Любарської середньої школи. 22 грудня 1972 року будівля школи була прийнята комісією та почала заселятися.
У гімназії протягом 2016-2017 навчального року навчалося 478 учнів, працювало 57 учителів. Діє бібліотека з фондом підручників 12168 примірників, книжковим фондом — 25006 примірників. Функціонують також кімнати-музеї бойової Слави та «Українська світлиця». Вивчаються російська, англійська та німецька мови. Школа є триповерховою будівлею з 40 класними кімнатами. Функціонують 2 кабінети інформатики (22 комп'ютери), 2 кабінети фізики, 2 кабінети іноземної мови, кабінети біології, географії, хімії; 3 майстерні, 3 інтерактивні комплекси, фізкультурна зала, їдальня.
- Любарська ЗОШ I-III ст. № 2.

Перша школа на території с. Новий Любар була заснована наприкінці XIX століття в центрі села. У 1920-х роках у приміщенні колишньої ґуральні була відкрита семирічна школа, учнями якої були діти з усього Любара. 1933 року постановою місцевих органів влади, школу трансформовано в середню та було вперше набрано 8-й клас. 1963 року відбувся перший випуск 11 класу Любарської середньої школи. 1972 року середній школі надали статус восьмирічної. 28 серпня 1987 року здано в експлуатацію в с. Новий Любар новобудову Любарської середньої школи. Цього ж року школа прийняла перших 10-класників. 1993 року школу реорганізовано в Любарську ЗОШ I—III ст. № 2.
У школі протягом 2017-2018 навчального року навчався 161 учень, працювало 20 учителів. Вивчаються англійська та російська мови. Школа є двоповерховою будівлею з 16 класними кімнатами. У школі функціонують 2 комп'ютерні класи, підключені до мережі інтернет, 3 мультимедійних проектори, 4 телевізори. Діють кабінети фізики, хімії, іноземної мови, майстерня, фізкультурна зала, їдальня.
- Стрижівський ліцей.

Двоповерхова будівля, функціонують кабінети інформатики (12 комп'ютерів), кабінети біології, географії, фізики, іноземної мови, майстерні, фізкультурна зала, їдальня. Навчається 260 учнів, викладають 22 вчителі, вивчаються англійська, російська та угорська мови. Сайт ліцею https://sites.google.com/site/strizivskazos
- Юрівський навчально-виховний комплекс «Загальноосвітній навчальний заклад І-ІІ ст. — Дошкільний навчальний заклад».

Протягом 2017-2018 навчального року навчалося 78 учнів. Налічує 14 класних кімнат 25 дітей, 3 вихователів).
- Любарський професійний ліцей (раніше — Любарське ПТУ № 37).

Створений 1963 року. У ньому здобувають спеціальності та середню освіту 384 учні, працює 62 викладачів, 18 осіб технічного персоналу. Учні здобувають спеціальності «Плодоовочівник», «Продавець продовольчих товарів», «Водій», «Тракторист-машиніст», «Слюсар з ремонту с-г машин та устаткування», "Електрогазозварювальник.
Функціонують навчальний корпус з лабораторіями, майстернями, їдальнею, бібліотекою, актовим залом, складськими та підсобними приміщеннями; загальний корпус із 14 навчальними кабінетами, лабораторією, адміністративним приміщенням; гуртожиток на 100 місць, слюсарна майстерня. Ліцей має навчальне господарство загальною площею земельних угідь 110,8 га.
- Любарська спецшкола-інтернат

Протягом 2017—2018 навчального року навчалося 106 учнів, працювали 23 учителі.
- Школа мистецтв

У ній вихованці навчаються грі на фортепіано, гітарі, баяні, акордеоні, скрипці, духових інструментах; вокалу, хореографії, образотворчому мистецтву; діє група загально-естетичного розвитку.
- КУ «Інклюзивно-ресурсний центр».
- Дитячий садок (120 дітей, 27 вихователів).

## Спорт
У Любарі діє стадіон «Колос», на ньому відбуваються різноманітні спортивні змагання як районного, так і обласного рівня. Любарські футбольні команди постійно беруть участь у футбольних чемпіонатах району та області.
Також, діє Дитячо-юнацька спортивна школа, де учні мають можливість займатися різноманітними видами спорту — футболом, футзалом, волейболом, боротьбою, боксом тощо.

## Культура
У Любарі функціонують районні бібліотеки для дорослих та дітей, районний Будинок культури, музей історії, КЗ «Центр учнівської творчості». За радянських часів у місті працював районний музей декабристів. Діють народні колективи художньої самодіяльності: ансамбль пісні «Дозвілля», чол. квартет «Нова формація».

## Релігійні громади
- ПЦУ — храм Святого Івана Богослова (2010, Новий Любар);
- УПЦ МП — Свято-Троїцький храм (Любар), Хресто-Воздвиженський храм (Юрівка), будується Свято-Пантелеймонівський храм (Любар);
- РКЦ — костел св. Домініка й Архангела Михаїла (Новий Любар). Функціонує католицький благодійний дієцезійний центр «Карітас-Спес»;
- УГКЦ — Парафія Всіх святих українського народу (2006, Новий Любар).

Також, діють громади та молитовні будинки ЄХБ, християн віри євангельської, адвентистів, харизматів, Свідків Єгови.

## Пам'ятники та визначні місця
Встановлено пам'ятники воїнам-визволителям і воїнам-землякам, які загинули під час Другої світової війни, меморіал на честь воїнів-афганців, жертвам Любарської трагедії, пам'ятні знаки на честь давнього міста Болохова, заснування Любара, Івану Мазепі, декабристам, жертвам Голодомору, 1000-літтю хрещення Русі, Героям Небесної сотні.
До пам'яток архітектури віднесено будівлі колишньої школи Свято-Георгіївського монастиря та домініканського костелу (обидві — XVIII століття).

### Палац графині Понінської

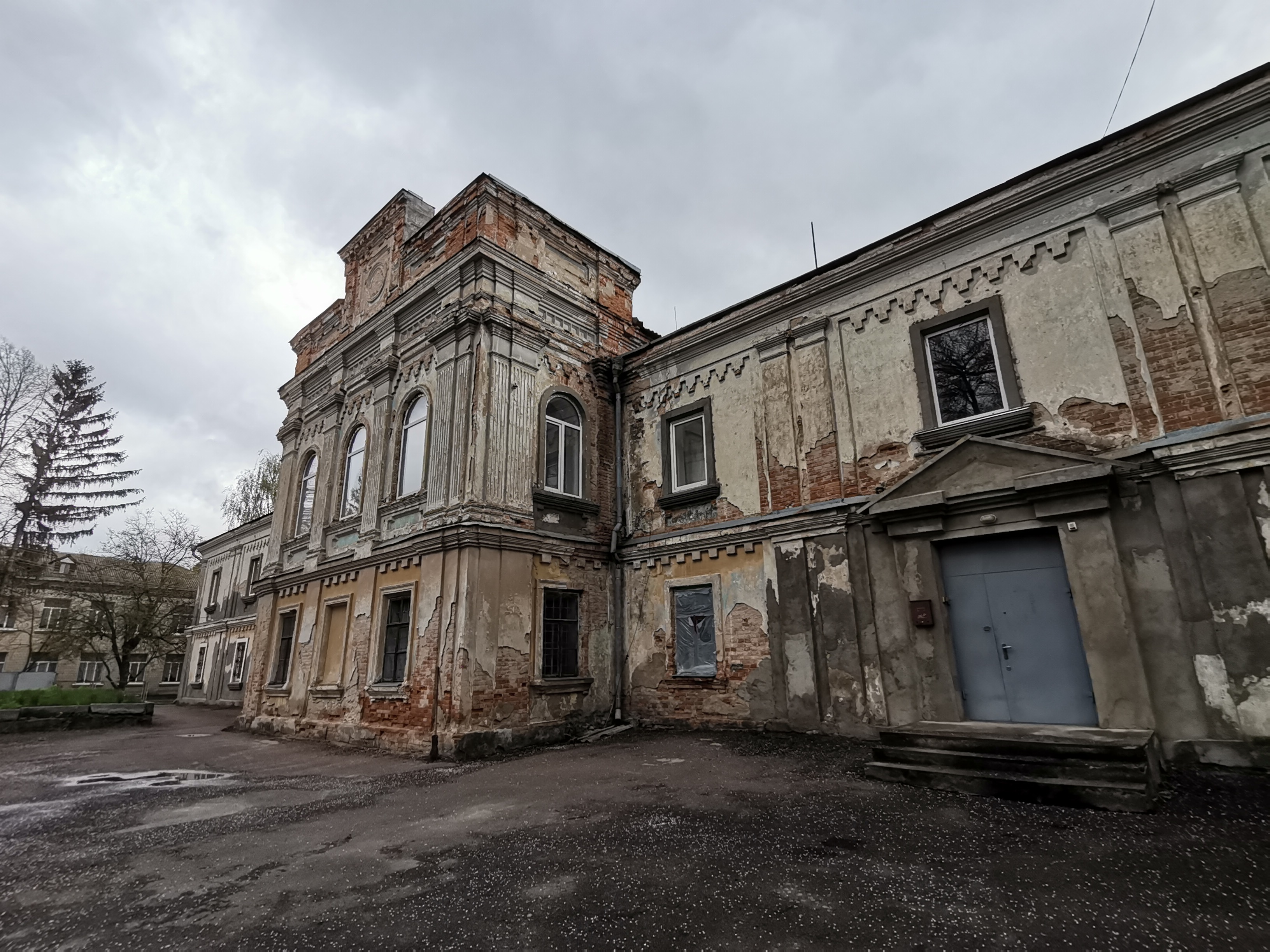
Історичний будинок біля монастиря

Поруч з колишнім монастирем розміщена історичні будівля, яка в одиних джерелах вказується як палац, а в інших, як корпус монастиря.

## Художні твори, присвячені Любару
Народна пісня, записана з голосу Лесі Українки Миколою Лисенком:
Ой поїду я та й до Любара,

я, я, я молодець, тихий

переборець, сім бояр.

Прошу тестонька.

ізмилуйся, не гнівайся,

не я говорив, мене хміль підбив.

Я, я, я молодець,

тихий переборець, сім бояр.

У рукописному зошиті Лесі Українки наявна друга частина цієї пісні з мелодією:
А ти, шуренку, сідлай коника,

А ти, свісточко, виший хусточку,

А ти, милая, ходи зо мною.

Скуривши горілку, — ось тобі, тестеньку!

(Тут переборець зачинає бити свою родину.)

Ззівши калачі, — ось тобі, тещенько!

З'їздивши коня, — ось тобі, шуренку!

Сходивши хусточку, — ось тобі, свісточко!

Сходивши зо мною, — ось тобі, милая!

(Тут переборець перепрошує свою родину.)

Прошу, тещенько, ізмилуйся, не гнівайся!

Не я говорив, мене хміль підбив! Я, я і т. д.

Прошу шуренка і т. д.

Прошу свісточки і т. д.

Прошу милої і т. д.

Var.: Прошу тестонька: не прогнівайся!

Я, я, я молодець — і т. д..

## Топоніми на честь Любара
Любарська вулиця у м. Києві
1955 року на честь смт Любар була перейменована 3-тя Жовтнева вулиця у м. Києві. Пролягає на житловому масиві Позняки від вулиці Івана Кочерги до Здолбунівської вулиці.
Любарський провулок у м. Києві
1955 року на честь смт Любар була перейменована 2-а Комсомольська вулиця у м. Києві. Пролягає на житловому масиві Позняки від Любарської вулиці до Здолбунівської вулиці.
Любарська вулиця у м. Житомирі

Любарська вулиця у м. Чернівцях

Любарська вулиця у м. Лебедині Сумської області

Любарська вулиця у м. Чуднів

## Персоналії

### Народились у Любарі
- Аптекарев Володимир Іларіонович (1933—2004) — плакатист, ілюстратор.
- Бузган (до шлюбу — Шилер) Рива[pl] (1903—1981) — акторка польських єврейських театрів у Лодзі, Вроцлаві та Варшаві.
- Верґеліс Арон Алтерович (1918—1999) — єврейський радянський прозаїк, поет, публіцист, редактор, громадський діяч.
- Ворновицький Лев Мойсейович (1904—1941) — радянський військовик, куратор футбольної команди Динамо (Київ) від НКВС у 1940—1941 роках.
- Гільберг Лев Абрамович (1923—2015) — російський радянський журналіст, письменник, головний редактор літератури по авіації, ракетній техніці та космонавтиці російського видавництва «Машинобудування».
- Гольдштейн Мойсей Маркович (псевдонім В. Володарський; 13 (25) листопада 1890, Любар[119] — 20 червня 1918) — діяч російського революційного руху єврейського походження.
- Грудзинська Євгенія Олександрівна (1913—?) — українська радянська діячка, депутатка Верховної Ради УРСР 5—6-го скликань.
- Деркач Володимир Володимирович (нар. 1957) — російський військовик, генерал-майор, начальник штабу та перший заступник командувача Космічних військ РФ.
- Здебський Юрій Вікторович (нар. 24 грудня 1972) — український військовик, полковник, ветеран військової служби, Народний депутат України 9-го скликання.
- Ігнатій Симонович з Любарова (Любартова; кін. XVI — поч. XVII ст.) — православний релігійний діяч, ієромонах, автор «Житія й життя преподобного отця нашого Йова (Княгиницького), основника Скита Манявського».
- Кантор Перл (Переле) або Каушанська Поліна Семенівна (1923—2014) — російська радянська театральна акторка, режисерка. Одна з небагатьох, кому пощастило вижити під час знищення єврейської громади Любара в роки Німецько-радянської війни.
- Капер Яків Абрамович (1914—1996) — колишній в'язень Сирецького концтабору, один із небагатьох, кому вдалося врятуватися з Бабиного Яру.
- Кобернюк Галина Яківна (1934—2012) — українська радянська діячка, депутатка Верховної Ради УРСР 9-10-го скликань.
- Кононенко Віталій Григорович (нар. 1941) — почесний автотранспортник України, батько Народного депутата 8-го скликання Ігоря Кононенка.
- Коханевич Євгенія Вікторівна (нар. 1929) — українська акушерка-гінекологиня, доктор медичних наук, професор, заслужений лікар України, заслужений винахідник СРСР, засновниця наукової школи.
- Кудімова Валентина Миколаївна (нар. 1939) — доцентка кафедри слов'янських і германських мов Житомирського державного університету ім. І. Франка.
- Кузьмінський Євген Васильович (нар. 8 вересня 1949) — доктор хімічних наук, професор, завідувач кафедри екобіотехнології та біоенергетики НТУУ «КПІ», член Академії технологічних наук України, Американського та Міжнародного електрохімічних товариств, Нью-Йоркської академії наук, наукової ради НАН України з проблеми «Електрохімія».
- де Латур Юзеф Кароль Онуфрійович[pl] (1853—1933) — військовик, генерал-лейтенант російської армії, генерал дивізії Війська Польського.
- Липко Сергій Андрійович (20 травня 1931 — 9 грудня 1991) — вчитель біології та хімії Любарської середньої школи № 1, краєзнавець, дослідник історії Любарщини.
- Мазуренко Павло Анатолійович (2 грудня 1971 — 21 грудня 2013) — учасник Євромайдану, Герой Небесної Сотні, Герой України.
- о. Малюжинський Микола Олександрович (9 травня 1903 — 15 жовтня 1943) — священик, протоієрей, член Адміністратури УАПЦ у м. Луцьку. Розстріляний у Рівненській в'язниці за зв'язки з повстанцями.
- Мисечко Анатолій Іванович (3 лютого 1965 — 20 липня 2017) — історик, кандидат історичних наук, доцент кафедри історії України Одеського національного університету імені І. І. Мечникова.
- о. Орлик Степан (1891 — 2 червня 1938) — архієпископ УАПЦ. Згідно з метрикою, яка зберігається в ДАЖО, народився в Любарі. Розстріляний за обвинуваченням у «контрреволюційній діяльності».
- Петрова Ольга Григорівна (1921—1974) — передовиця радянського машинобудування, електрозварювальниця верстатобудівного заводу імені Дзержинського Хмельницького раднаргоспу, Городоцький район, Герой Соціалістичної Праці (1960).
- Сиротенко Василь Трохимович (1915—2006) — історик, антикознавець, фахівець з історії пізньої античності.
- Сідоров Володимир Анатолійович (нар. 2 січня 1952) — український біолог, член-кореспондент НАН України, член-кореспондент УААН, доктор біологічних наук, головний науковий співробітник Інституту клітинної біології та генетичної інженерії НАН України.
- Трінус Федір Петрович (25 лютого 1924 — 23 травня 2013) — головний науковий співробітник Інституту фармакології та токсикології НАМН України, доктор медичних наук, професор, член-кореспондент НАН України, НАМН України, Російської академії медичних наук, лауреат Державної премії України, заслужений діяч науки та техніки України.
- Фалікман Іхил Шмулевич (1911 — 1977) — єврейський радянський письменник, журналіст, один з перших поселенців у Біробіджані.
- Харчишин Валерій Володимирович (нар. 26 травня 1974) — український рок-музикант. Лідер рок-гурту «Друга Ріка».
- Черашня Дора Ізраїлівна (нар. 1939) — радянська та російська критикиня, літературознавиця, кандидат філологічних наук, завідувачка кафедри теорії літератури та історії російської літератури Удмуртського державного університету.
- Черній Віктор Вікторович (нар. 1959) — концертмейстер у класі вокалу, диригування, хору та гри на музичних інструментах кафедри мистецької освіти Житомирського державного університету ім. І. Франка.
- Шахнович Мойсей Давидович (15 травня 1918 — 19 жовтня 1982) — капітан, командир батареї 321-го артилерійського полку (91-ша стрілецька дивізія, 51-ша армія), Герой Радянського Союзу.

### Діяльність пов'язана з Любаром
- Березовський Дмитро Інокентійович (1920–2005) — російський радянський художник, учасник Німецько-радянської війни, художник-постановник кіностудії «Союзмультфільм». Брав участь у обороні Любара 1941 року, був контужений.
- о. Степан Білинкевич (? — 1831) — український чернець, василіянин, педагог, Канівський архимандрит, префект, ректор шкіл у Любарі.
- о. Дідицький Анастасій (1742—1818) — церковний діяч, священик-василіянин, педагог, місіонер, проповідник. Впродовж 1767-1768 років був учителем інфіми в школі Любарського монастиря.
- Донець Іван Степанович — український козацький військовий та державний діяч. Полковник Любартівського полку (1649).
- Качковський Кароль (Карл) (4 листопада 1797 — 2 вересня 1867) — відомий польський суспільний діяч, літератор, учений та лікар.
- Кольберг Оскар (22 лютого 1814 — 3 червня 1890) — польський етнограф, фольклорист і композитор. За сприяння волинських друзів, особливо Я. Прусіновського, записав і зберіг для нащадків у Любарі 24 одиниці усної народної творчості[290].
- Комашня Ніна Миколаївна (18 березня 1949 — 2 червня 2013) — письменниця, журналістка. З листопада 1972 р. до 2006 р. працювала в редакції Любарської районної газети «Новий день», з 1997 р. була редакторкою цієї газети. Проживала в Юрівці, де й похована.
- Конопацький Шимон (16 вересня 1790 — 13 травня 1884) — польський поет-романтик і мемуарист, підкоморій зв'ягельський, президент Ізби цивільної волинської (1844), маршалок Заславського повіту. Навчався в отців-домініканів у Любарі.
- о. Корчинський Єротей Іван (1737 — 1791) — руський церковний діяч, священик-василіянин, генеральний прокуратор Василіянського Чину в Римі (1772—1780) та генеральний вікарій василіян у 1786—1788 роках. Навчав риторики василіянських студентів у Любарі протягом 1762—1764 років.
- Кравчук Ольга Василівна (нар. 1978) — українська спортсменка-паралімпійка, лижниця, срібна призерка 7-х зимових Паралімпійських ігор у Наґано (1998). Закінчила Любарський професійний ліцей (1997).
- Любомирський Станіслав (1583 — 1649) — фундатор домініканського монастиря та костелу в Любарі (1630-ті роки).
- Любомирський Францішек Фердинанд (бл. 1712—1774) — князь, урядник Королівства Польського, політичний діяч Речі Посполитої. За його сприяння був збудований Любарський мурований костел і кляштор, створена єзуїтська школа при Любарському Свято-Георгіївському монастирі.
- Малиновський Антон Станіславович (2 серпня 1940 — 13 березня 2019) — український вчений-економіст, доктор економічних наук, професор, ректор Житомирського національного агроекологічного університету, колишній Голова Житомирської ОДА. З листопада 1975 року по березень 1979 року був першим секретарем Любарського РК КПУ.
- Мальцев Микола Олександрович (1924—2010) — український живописець, заслужений художник України. Працював художником у Будинку культури Любара (1947).
- Муравйов Артамон Захарович (3 жовтня 1793 — 4 листопада 1846) — декабрист, полковник, командир Охтирського гусарського полку, який квартирувався в Любарі.
- Поліщук Євгенія Федорівна (1924—?) — українська радянська діячка, директор Любарської МТС. Депутатка Верховної Ради СРСР 3—4-го скликань.
- Антоній Протазій Потоцький (1761—1801) — польський державний діяч, один з піонерів капіталізму (банкір, промисловець). Власник Любара, значно посприяв розбудові містечка.
- Протасевич Григорій Семенович (нар. 9 листопада 1935) — лікар-отоларинголог, доктор медичних наук, доцент кафедри оториноларингології Тернопільського національного медичного університету ім. І. Я. Горбачевського. З липня по грудень 1965 року працював невропатологом у Любарській районній лікарні.
- Пшеничников Микола Андрійович (1924—1986) — радянський військовик, учасник Німецько-радянської війни. Під час звільнення Любара, він першим увірвався до селища і розстріляв німецьких факельщиків, які підпалювали житлові будинки, за що отримав медаль «За бойові заслуги».
- Сінчук Олеся Володимирівна (нар. 25 березня 1980) — українська композиторка, співачка, виконавиця (фортепіано, сопілка, гітара), поетеса, художниця-графік.

## Місто-побратим
Монтіселло, штат Індіана, США

## Галерея

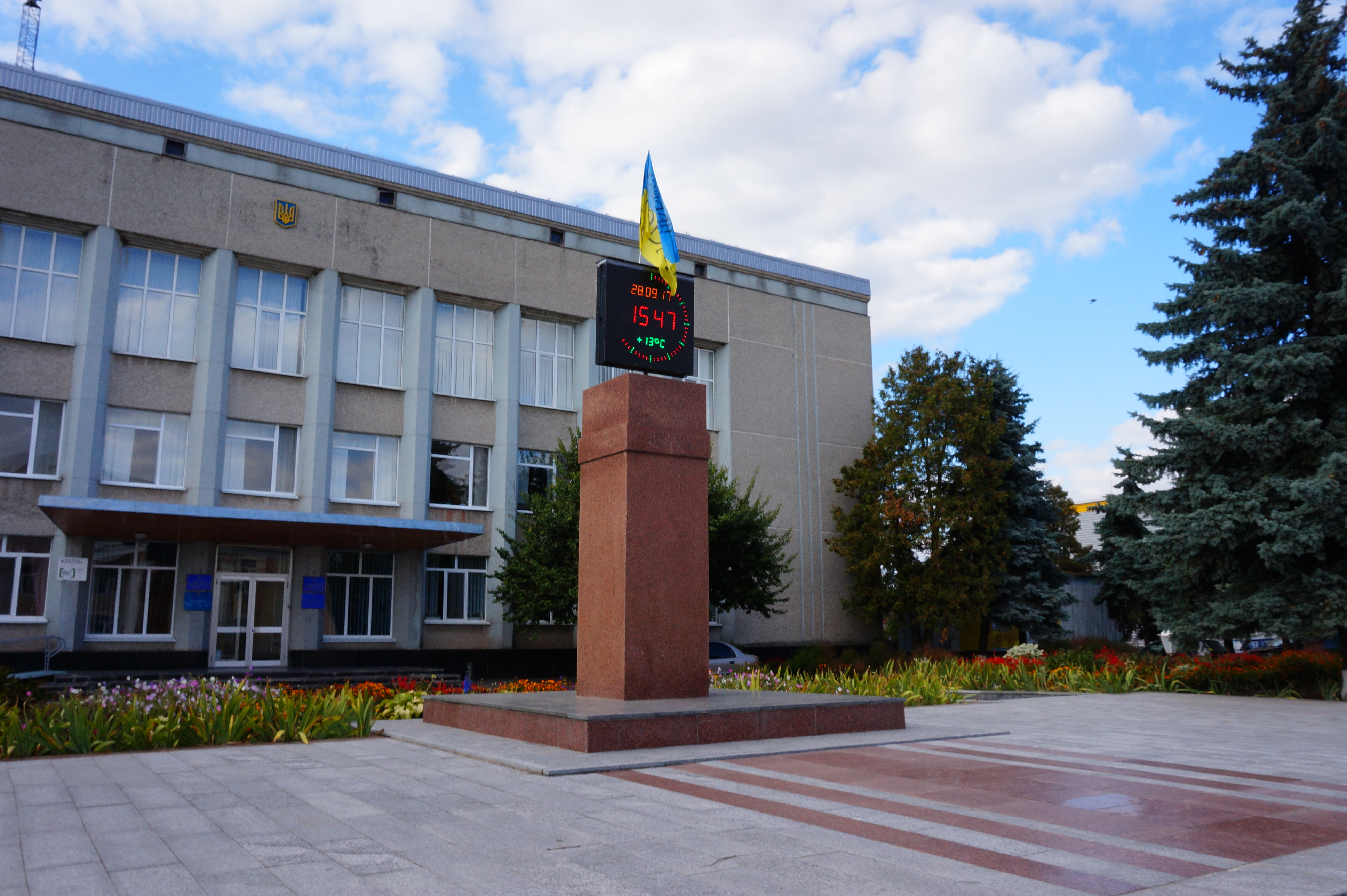
Любарська райдержадміністрація
Адміністративна будівля в центрі селища
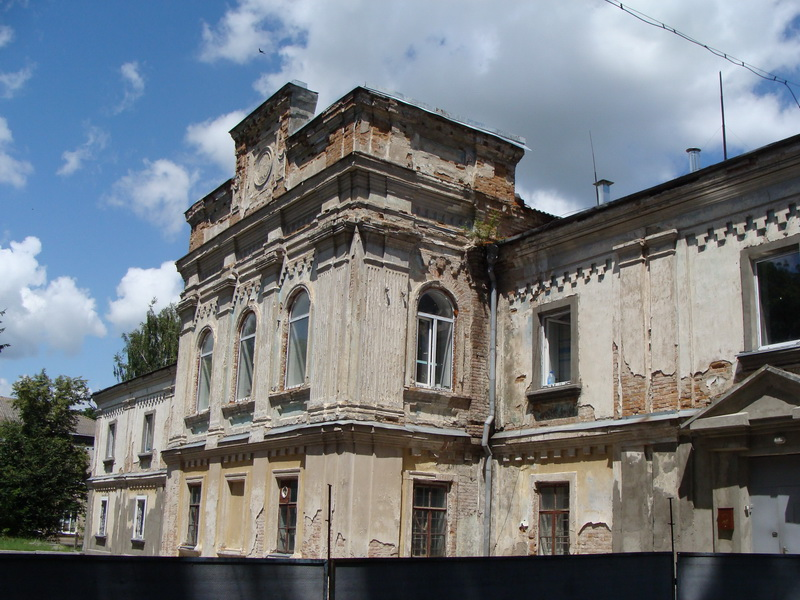
Одна з будівель колишнього Свято-Георгіївського монастиря
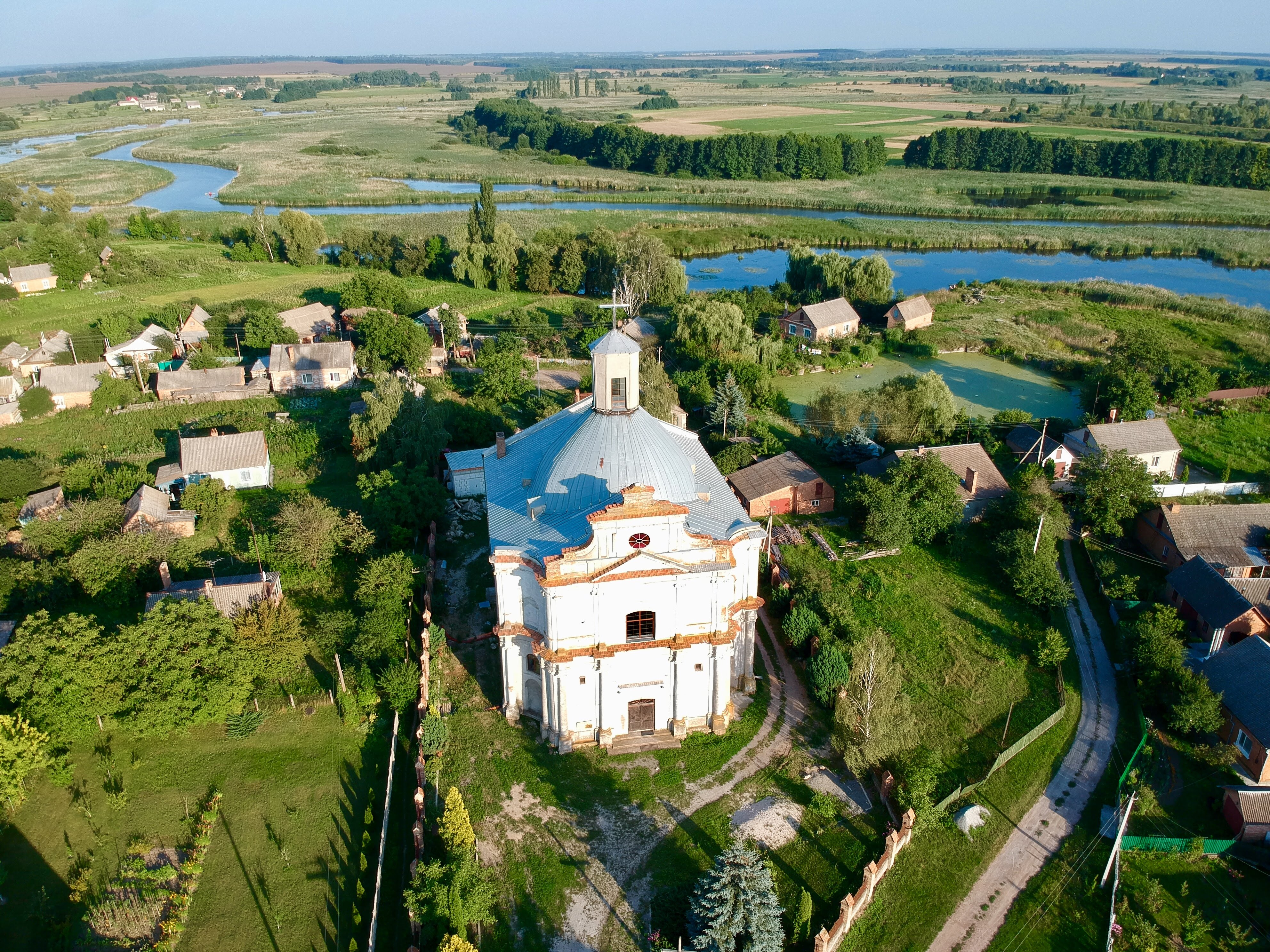
Любарський костел з висоти пташиного польоту